# Szop pracz
Szop pracz, szop amerykański (Procyon lotor) – gatunek średnich rozmiarów ssaka z rodziny szopowatych (Procyonidae) pochodzący z Ameryki Północnej. Największy przedstawiciel rodziny szopowatych, o ciele długości od 40 do 70 cm i masie 3,5–9 kg, zazwyczaj aktywny w nocy. Szop jest wszystkożerny, a jego pokarm to 40% bezkręgowce, 33% – rośliny i 27% – kręgowce. Sierść szopa o szarym kolorze w 90% składa się z gęstego podszerstka, który chroni przed zimnem. Najbardziej charakterystyczne cechy szopa pracza to niezwykle zręczne przednie łapy i czarny wzór maski wokół oczu; są one elementami mitologii kilku szczepów Indian. Szopy znane są z inteligencji; badania wykazują, że zwierzęta te przechowują w pamięci rozwiązania zadań nawet przez trzy lata.
Pierwotne miejsca występowania szopa pracza to lasy liściaste i mieszane Ameryki Północnej, jednak dzięki dużej zdolności adaptacji zwierzęta te przystosowały się do życia na terenach górskich i mokradłach słonych, a także na obszarach zurbanizowanych, gdzie bywają uważane za szkodniki. Na skutek ucieczek z ludzkich domów i przeprowadzanych w połowie XX wieku introdukcji szopy spotyka się również w kontynentalnej Europie, w rejonie Kaukazu i w Japonii.
Przez długi czas uważano, że szopy pracze prowadzą typowo samotniczy tryb życia, lecz istnieją dowody, że zwierzęta te angażują się w różne zachowania społeczne zależnie od płci. Spokrewnione samice często żyją na wspólnym terytorium, a niespokrewnione samce łączą się w grupy do maksymalnie czterech osobników, aby wspólnie bronić się przed intruzami – przeważnie obcymi samcami podczas okresu godowego. Rozmiar areału osobniczego jest sprawą indywidualną i wynosi od 3 ha dla żyjących w mieście samic, do 50 km² w przypadku samców żyjących na prerii. Wiosną, po trwającej około 65 dni ciąży, samica rodzi od dwóch do pięciu młodych, którymi opiekuje się do późnej jesieni. Mimo że szopy żyjące w niewoli mogą osiągnąć wiek ponad 20 lat, średnia długość życia na wolności wynosi od 1,8 do 3,1 roku. Na terenach zamieszkałych przez ludzi głównymi przyczynami śmierci szopów praczy są polowania i wypadki drogowe. Polska nazwa gatunkowa pochodzi od charakterystycznego „płukania pokarmu” – zachowania, które zaobserwowano jedynie w niewoli.

## Historia odkrycia

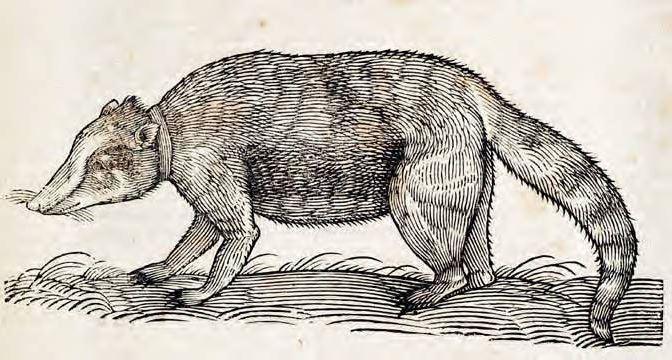
Szop pracz na rycinie z 1658 roku (Edward Topsell – The History of Four-footed Beasts and Serpents)

Szopy pracze były znane rdzennym mieszkańcom Ameryki Północnej od tysiącleci. Najstarsze znane ślady, świadczące o wykorzystywaniu przez człowieka mięsa szopów jako pożywienia (prawdopodobnie dla zwierząt domowych), odkryte w pozostałościach po indiańskich osadach na terenie stanów Środkowoatlantyckich pochodzą z okresu 6000 lat przed naszą erą. W dolinie rzeki Ohio odkryto podobne ślady datowane na 1000 rok n.e. Pierwsze pisemne świadectwa kontaktu człowieka z szopami praczami pochodzą z 1492 roku, gdy okręt Krzysztofa Kolumba przybił do brzegu wyspy Long Island położonej na archipelagu Bahamów. Kolumb odnotował w dzienniku, że w pobliżu chaty rybackiej napotkał zwierzęta, które określił mianem perros, które w języku hiszpańskim oznacza psa. Członkowie jego załogi używali też określenia perro tejón, czyli „pies podobny do borsuka”. Kolumb zabrał kilka schwytanych okazów do Portugalii, ale zwierzęta te nie żyły tam zbyt długo. Podczas swej kolejnej wyprawy Kolumb prawdopodobnie żywił załogę mięsem szopów. Kolejna pisemna relacja pochodzi z 1520 roku i została uwieczniona przez wyprawę Hiszpanów podróżujących z Karaibów na wschodnie wybrzeże Ameryki. Na terenie obecnego stanu Karolina Południowa lub Georgia napotkali „zwierzęta wyglądające jak lisy z intensywnie pomalowanymi pyskami” (muy pintada). Opis ten uznawany jest za najstarsze pisane świadectwo kontaktu człowieka z szopami na terenie należącym współcześnie do Stanów Zjednoczonych. W 1608 roku kapitan John Smith odnotował, że szop w języku Indian to arakun. W 1612 roku ten sam żeglarz opisywał szopy jako aroughcun i wyjaśniał, że są to zwierzęta podobne do borsuków, ale mieszkające na drzewach jak wiewiórki. Dla oznaczenia liczby mnogiej Smith używał zamiennie określeń: aroucouns oraz raroucuns. Nowsze publikacje wskazują, że nazwa używana przez Indian brzmiała rahaughcums, co tłumaczy się jako „ten co trze, szoruje i drapie łapami” .

## Ewolucja
Na podstawie skamieniałości pochodzących z terenów Francji i Niemiec można założyć, że pierwsi przedstawiciele rodziny szopowatych zamieszkiwali Europę w późnym oligocenie, około 25 milionów lat temu. Podobny kształt zębów i czaszek sugeruje istnienie bliskiego wspólnego przodka szopowatych i łasicowatych, lecz analiza DNA wskazuje na bliższe pokrewieństwo między szopami i niedźwiedziami. Po tym, jak ówczesne szopowate przekroczyły cieśninę Beringa co najmniej 6 milionów lat później, ich główne skupisko powstało prawdopodobnie w Ameryce Środkowej. Podejrzewa się, że rodzaje Nasua i Nasuella oraz szopy (Procyon) mogą mieć bliskiego wspólnego przodka – byłby to gatunek rodzaju Paranasua żyjący między 5,2 a 6 milionami lat temu. Ta hipoteza, oparta na porównaniach morfologicznych, kłóci się z analizą genetyczną z 2006 roku, wykazującą, że szopy są bliżej związane z kotofretkami (Bassariscus). W przeciwieństwie do innych szopowatych, takich jak szop rakojad (Procyon cancrivorus), przodkowie szopa pracza opuścili strefy międzyzwrotnikową i podzwrotnikową i zawędrowali na północ około 4 milionów lat temu podczas wielkiej migracji, co potwierdza odkrycie na Wielkich Równinach skamielin pochodzących ze środkowego pliocenu.

## Systematyka

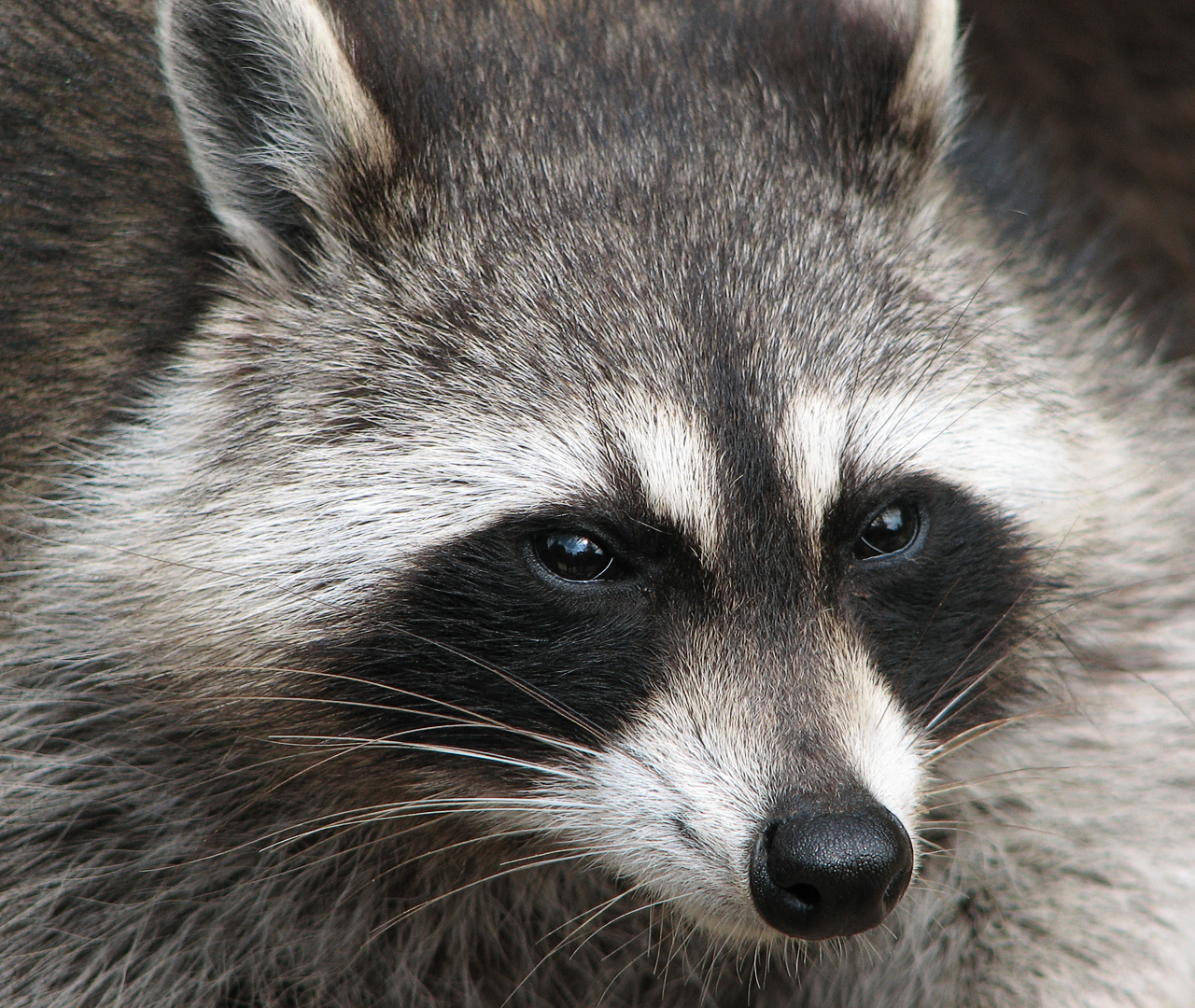
Wzór maski wokół oczu szopa przecięty jest często ciemnobrązowym pasem ciągnącym się od czoła do czubka nosa

W ciągu pierwszych kilkudziesięciu lat od odkrycia tego gatunku przez ekspedycję Krzysztofa Kolumba taksonomiści byli zdania, że szop spokrewniony jest z wieloma różnymi zwierzętami, w tym psami, kotami, borsukami, a zwłaszcza niedźwiedziami. Karol Linneusz umieścił szopa pracza w rodzaju Ursus – z początku, w drugim wydaniu swojego dzieła Systema Naturae, pod nazwą Ursus cauda elongata („niedźwiedź długoogoniasty”), potem jako Ursus Lotor („niedźwiedź pracz”) w dziesiątym wydaniu. W roku 1780 Gottlieb Conrad Christian Storr umieścił szopa pracza w osobnym rodzaju Procyon. Ta nazwa rodzajowa pochodzi z greki: Προκύων (Prokuōn), czyli πρό (pro, „przed”) oraz κύων (kuōn, „pies”) i sugeruje, że rodzaj grupuje zwierzęta przed-psowate czy też pra-psowate. Jest też możliwe, że Storr przez wzgląd na nocny tryb życia szopów wybrał gwiazdę o nazwie Procjon jako eponim dla tego gatunku.
- Kladogram na podstawie mtDNA:

|  | Bassariscus astutus     |
|  |                         |
|  | Bassariscus sumichrasti |
|  |                         |

|  | Procyon lotor       |
|  |                     |
|  | Procyon cancrivorus |
|  |                     |

|  | Bassariscus astutus     |
|  |                         |
|  | Bassariscus sumichrasti |
|  |                         |

|  | Procyon lotor       |
|  |                     |
|  | Procyon cancrivorus |
|  |                     |

|  | Nasua nasua  |
|  |              |
|  | Nasua narica |
|  |              |

|  | Bassaricyon alleni                                                         |
|  |                                                                            |
|  | \| \| Bassaricyon gabbii \| \| \| \| \| \| Bassaricyon neblina \| \| \| \| |
|  |                                                                            |
|  | Bassaricyon gabbii                                                         |
|  |                                                                            |
|  | Bassaricyon neblina                                                        |
|  |                                                                            |

|  | Bassaricyon gabbii  |
|  |                     |
|  | Bassaricyon neblina |
|  |                     |

|  | Nasua nasua  |
|  |              |
|  | Nasua narica |
|  |              |

|  | Bassaricyon alleni                                                         |
|  |                                                                            |
|  | \| \| Bassaricyon gabbii \| \| \| \| \| \| Bassaricyon neblina \| \| \| \| |
|  |                                                                            |
|  | Bassaricyon gabbii                                                         |
|  |                                                                            |
|  | Bassaricyon neblina                                                        |
|  |                                                                            |

|  | Bassaricyon gabbii  |
|  |                     |
|  | Bassaricyon neblina |
|  |                     |

|  | Bassariscus astutus     |
|  |                         |
|  | Bassariscus sumichrasti |
|  |                         |

|  | Procyon lotor       |
|  |                     |
|  | Procyon cancrivorus |
|  |                     |

|  | Bassariscus astutus     |
|  |                         |
|  | Bassariscus sumichrasti |
|  |                         |

|  | Procyon lotor       |
|  |                     |
|  | Procyon cancrivorus |
|  |                     |

|  | Nasua nasua  |
|  |              |
|  | Nasua narica |
|  |              |

|  | Bassaricyon alleni                                                         |
|  |                                                                            |
|  | \| \| Bassaricyon gabbii \| \| \| \| \| \| Bassaricyon neblina \| \| \| \| |
|  |                                                                            |
|  | Bassaricyon gabbii                                                         |
|  |                                                                            |
|  | Bassaricyon neblina                                                        |
|  |                                                                            |

|  | Bassaricyon gabbii  |
|  |                     |
|  | Bassaricyon neblina |
|  |                     |

|  | Nasua nasua  |
|  |              |
|  | Nasua narica |
|  |              |

|  | Bassaricyon alleni                                                         |
|  |                                                                            |
|  | \| \| Bassaricyon gabbii \| \| \| \| \| \| Bassaricyon neblina \| \| \| \| |
|  |                                                                            |
|  | Bassaricyon gabbii                                                         |
|  |                                                                            |
|  | Bassaricyon neblina                                                        |
|  |                                                                            |

|  | Bassaricyon gabbii  |
|  |                     |
|  | Bassaricyon neblina |
|  |                     |

|  | Bassariscus astutus     |
|  |                         |
|  | Bassariscus sumichrasti |
|  |                         |

|  | Procyon lotor       |
|  |                     |
|  | Procyon cancrivorus |
|  |                     |

|  | Bassariscus astutus     |
|  |                         |
|  | Bassariscus sumichrasti |
|  |                         |

|  | Procyon lotor       |
|  |                     |
|  | Procyon cancrivorus |
|  |                     |

|  | Nasua nasua  |
|  |              |
|  | Nasua narica |
|  |              |

|  | Bassaricyon alleni                                                         |
|  |                                                                            |
|  | \| \| Bassaricyon gabbii \| \| \| \| \| \| Bassaricyon neblina \| \| \| \| |
|  |                                                                            |
|  | Bassaricyon gabbii                                                         |
|  |                                                                            |
|  | Bassaricyon neblina                                                        |
|  |                                                                            |

|  | Bassaricyon gabbii  |
|  |                     |
|  | Bassaricyon neblina |
|  |                     |

|  | Nasua nasua  |
|  |              |
|  | Nasua narica |
|  |              |

|  | Bassaricyon alleni                                                         |
|  |                                                                            |
|  | \| \| Bassaricyon gabbii \| \| \| \| \| \| Bassaricyon neblina \| \| \| \| |
|  |                                                                            |
|  | Bassaricyon gabbii                                                         |
|  |                                                                            |
|  | Bassaricyon neblina                                                        |
|  |                                                                            |

|  | Bassaricyon gabbii  |
|  |                     |
|  | Bassaricyon neblina |
|  |                     |

|  | Bassariscus astutus     |
|  |                         |
|  | Bassariscus sumichrasti |
|  |                         |

|  | Procyon lotor       |
|  |                     |
|  | Procyon cancrivorus |
|  |                     |

|  | Bassariscus astutus     |
|  |                         |
|  | Bassariscus sumichrasti |
|  |                         |

|  | Procyon lotor       |
|  |                     |
|  | Procyon cancrivorus |
|  |                     |

|  | Nasua nasua  |
|  |              |
|  | Nasua narica |
|  |              |

|  | Bassaricyon alleni                                                         |
|  |                                                                            |
|  | \| \| Bassaricyon gabbii \| \| \| \| \| \| Bassaricyon neblina \| \| \| \| |
|  |                                                                            |
|  | Bassaricyon gabbii                                                         |
|  |                                                                            |
|  | Bassaricyon neblina                                                        |
|  |                                                                            |

|  | Bassaricyon gabbii  |
|  |                     |
|  | Bassaricyon neblina |
|  |                     |

|  | Nasua nasua  |
|  |              |
|  | Nasua narica |
|  |              |

|  | Bassaricyon alleni                                                         |
|  |                                                                            |
|  | \| \| Bassaricyon gabbii \| \| \| \| \| \| Bassaricyon neblina \| \| \| \| |
|  |                                                                            |
|  | Bassaricyon gabbii                                                         |
|  |                                                                            |
|  | Bassaricyon neblina                                                        |
|  |                                                                            |

|  | Bassaricyon gabbii  |
|  |                     |
|  | Bassaricyon neblina |
|  |                     |

|  | Bassariscus astutus     |
|  |                         |
|  | Bassariscus sumichrasti |
|  |                         |

|  | Procyon lotor       |
|  |                     |
|  | Procyon cancrivorus |
|  |                     |

|  | Bassariscus astutus     |
|  |                         |
|  | Bassariscus sumichrasti |
|  |                         |

|  | Procyon lotor       |
|  |                     |
|  | Procyon cancrivorus |
|  |                     |

|  | Nasua nasua  |
|  |              |
|  | Nasua narica |
|  |              |

|  | Bassaricyon alleni                                                         |
|  |                                                                            |
|  | \| \| Bassaricyon gabbii \| \| \| \| \| \| Bassaricyon neblina \| \| \| \| |
|  |                                                                            |
|  | Bassaricyon gabbii                                                         |
|  |                                                                            |
|  | Bassaricyon neblina                                                        |
|  |                                                                            |

|  | Bassaricyon gabbii  |
|  |                     |
|  | Bassaricyon neblina |
|  |                     |

|  | Nasua nasua  |
|  |              |
|  | Nasua narica |
|  |              |

|  | Bassaricyon alleni                                                         |
|  |                                                                            |
|  | \| \| Bassaricyon gabbii \| \| \| \| \| \| Bassaricyon neblina \| \| \| \| |
|  |                                                                            |
|  | Bassaricyon gabbii                                                         |
|  |                                                                            |
|  | Bassaricyon neblina                                                        |
|  |                                                                            |

|  | Bassaricyon gabbii  |
|  |                     |
|  | Bassaricyon neblina |
|  |                     |

|  | Bassariscus astutus     |
|  |                         |
|  | Bassariscus sumichrasti |
|  |                         |

|  | Procyon lotor       |
|  |                     |
|  | Procyon cancrivorus |
|  |                     |

|  | Bassariscus astutus     |
|  |                         |
|  | Bassariscus sumichrasti |
|  |                         |

|  | Procyon lotor       |
|  |                     |
|  | Procyon cancrivorus |
|  |                     |

|  | Nasua nasua  |
|  |              |
|  | Nasua narica |
|  |              |

|  | Bassaricyon alleni                                                         |
|  |                                                                            |
|  | \| \| Bassaricyon gabbii \| \| \| \| \| \| Bassaricyon neblina \| \| \| \| |
|  |                                                                            |
|  | Bassaricyon gabbii                                                         |
|  |                                                                            |
|  | Bassaricyon neblina                                                        |
|  |                                                                            |

|  | Bassaricyon gabbii  |
|  |                     |
|  | Bassaricyon neblina |
|  |                     |

|  | Nasua nasua  |
|  |              |
|  | Nasua narica |
|  |              |

|  | Bassaricyon alleni                                                         |
|  |                                                                            |
|  | \| \| Bassaricyon gabbii \| \| \| \| \| \| Bassaricyon neblina \| \| \| \| |
|  |                                                                            |
|  | Bassaricyon gabbii                                                         |
|  |                                                                            |
|  | Bassaricyon neblina                                                        |
|  |                                                                            |

|  | Bassaricyon gabbii  |
|  |                     |
|  | Bassaricyon neblina |
|  |                     |

|  | Bassariscus astutus     |
|  |                         |
|  | Bassariscus sumichrasti |
|  |                         |

|  | Procyon lotor       |
|  |                     |
|  | Procyon cancrivorus |
|  |                     |

|  | Bassariscus astutus     |
|  |                         |
|  | Bassariscus sumichrasti |
|  |                         |

|  | Procyon lotor       |
|  |                     |
|  | Procyon cancrivorus |
|  |                     |

|  | Nasua nasua  |
|  |              |
|  | Nasua narica |
|  |              |

|  | Bassaricyon alleni                                                         |
|  |                                                                            |
|  | \| \| Bassaricyon gabbii \| \| \| \| \| \| Bassaricyon neblina \| \| \| \| |
|  |                                                                            |
|  | Bassaricyon gabbii                                                         |
|  |                                                                            |
|  | Bassaricyon neblina                                                        |
|  |                                                                            |

|  | Bassaricyon gabbii  |
|  |                     |
|  | Bassaricyon neblina |
|  |                     |

|  | Nasua nasua  |
|  |              |
|  | Nasua narica |
|  |              |

|  | Bassaricyon alleni                                                         |
|  |                                                                            |
|  | \| \| Bassaricyon gabbii \| \| \| \| \| \| Bassaricyon neblina \| \| \| \| |
|  |                                                                            |
|  | Bassaricyon gabbii                                                         |
|  |                                                                            |
|  | Bassaricyon neblina                                                        |
|  |                                                                            |

|  | Bassaricyon gabbii  |
|  |                     |
|  | Bassaricyon neblina |
|  |                     |

|  | Bassariscus astutus     |
|  |                         |
|  | Bassariscus sumichrasti |
|  |                         |

|  | Procyon lotor       |
|  |                     |
|  | Procyon cancrivorus |
|  |                     |

|  | Bassariscus astutus     |
|  |                         |
|  | Bassariscus sumichrasti |
|  |                         |

|  | Procyon lotor       |
|  |                     |
|  | Procyon cancrivorus |
|  |                     |

|  | Nasua nasua  |
|  |              |
|  | Nasua narica |
|  |              |

|  | Bassaricyon alleni                                                         |
|  |                                                                            |
|  | \| \| Bassaricyon gabbii \| \| \| \| \| \| Bassaricyon neblina \| \| \| \| |
|  |                                                                            |
|  | Bassaricyon gabbii                                                         |
|  |                                                                            |
|  | Bassaricyon neblina                                                        |
|  |                                                                            |

|  | Bassaricyon gabbii  |
|  |                     |
|  | Bassaricyon neblina |
|  |                     |

|  | Nasua nasua  |
|  |              |
|  | Nasua narica |
|  |              |

|  | Bassaricyon alleni                                                         |
|  |                                                                            |
|  | \| \| Bassaricyon gabbii \| \| \| \| \| \| Bassaricyon neblina \| \| \| \| |
|  |                                                                            |
|  | Bassaricyon gabbii                                                         |
|  |                                                                            |
|  | Bassaricyon neblina                                                        |
|  |                                                                            |

|  | Bassaricyon gabbii  |
|  |                     |
|  | Bassaricyon neblina |
|  |                     |

|  | Bassariscus astutus     |
|  |                         |
|  | Bassariscus sumichrasti |
|  |                         |

|  | Procyon lotor       |
|  |                     |
|  | Procyon cancrivorus |
|  |                     |

|  | Bassariscus astutus     |
|  |                         |
|  | Bassariscus sumichrasti |
|  |                         |

|  | Procyon lotor       |
|  |                     |
|  | Procyon cancrivorus |
|  |                     |

|  | Nasua nasua  |
|  |              |
|  | Nasua narica |
|  |              |

|  | Bassaricyon alleni                                                         |
|  |                                                                            |
|  | \| \| Bassaricyon gabbii \| \| \| \| \| \| Bassaricyon neblina \| \| \| \| |
|  |                                                                            |
|  | Bassaricyon gabbii                                                         |
|  |                                                                            |
|  | Bassaricyon neblina                                                        |
|  |                                                                            |

|  | Bassaricyon gabbii  |
|  |                     |
|  | Bassaricyon neblina |
|  |                     |

|  | Nasua nasua  |
|  |              |
|  | Nasua narica |
|  |              |

|  | Bassaricyon alleni                                                         |
|  |                                                                            |
|  | \| \| Bassaricyon gabbii \| \| \| \| \| \| Bassaricyon neblina \| \| \| \| |
|  |                                                                            |
|  | Bassaricyon gabbii                                                         |
|  |                                                                            |
|  | Bassaricyon neblina                                                        |
|  |                                                                            |

|  | Bassaricyon gabbii  |
|  |                     |
|  | Bassaricyon neblina |
|  |                     |

|  | Bassariscus astutus     |
|  |                         |
|  | Bassariscus sumichrasti |
|  |                         |

|  | Procyon lotor       |
|  |                     |
|  | Procyon cancrivorus |
|  |                     |

|  | Bassariscus astutus     |
|  |                         |
|  | Bassariscus sumichrasti |
|  |                         |

|  | Procyon lotor       |
|  |                     |
|  | Procyon cancrivorus |
|  |                     |

|  | Nasua nasua  |
|  |              |
|  | Nasua narica |
|  |              |

|  | Bassaricyon alleni                                                         |
|  |                                                                            |
|  | \| \| Bassaricyon gabbii \| \| \| \| \| \| Bassaricyon neblina \| \| \| \| |
|  |                                                                            |
|  | Bassaricyon gabbii                                                         |
|  |                                                                            |
|  | Bassaricyon neblina                                                        |
|  |                                                                            |

|  | Bassaricyon gabbii  |
|  |                     |
|  | Bassaricyon neblina |
|  |                     |

|  | Nasua nasua  |
|  |              |
|  | Nasua narica |
|  |              |

|  | Bassaricyon alleni                                                         |
|  |                                                                            |
|  | \| \| Bassaricyon gabbii \| \| \| \| \| \| Bassaricyon neblina \| \| \| \| |
|  |                                                                            |
|  | Bassaricyon gabbii                                                         |
|  |                                                                            |
|  | Bassaricyon neblina                                                        |
|  |                                                                            |

|  | Bassaricyon gabbii  |
|  |                     |
|  | Bassaricyon neblina |
|  |                     |

|  | Bassariscus astutus     |
|  |                         |
|  | Bassariscus sumichrasti |
|  |                         |

|  | Procyon lotor       |
|  |                     |
|  | Procyon cancrivorus |
|  |                     |

|  | Bassariscus astutus     |
|  |                         |
|  | Bassariscus sumichrasti |
|  |                         |

|  | Procyon lotor       |
|  |                     |
|  | Procyon cancrivorus |
|  |                     |

|  | Nasua nasua  |
|  |              |
|  | Nasua narica |
|  |              |

|  | Bassaricyon alleni                                                         |
|  |                                                                            |
|  | \| \| Bassaricyon gabbii \| \| \| \| \| \| Bassaricyon neblina \| \| \| \| |
|  |                                                                            |
|  | Bassaricyon gabbii                                                         |
|  |                                                                            |
|  | Bassaricyon neblina                                                        |
|  |                                                                            |

|  | Bassaricyon gabbii  |
|  |                     |
|  | Bassaricyon neblina |
|  |                     |

|  | Nasua nasua  |
|  |              |
|  | Nasua narica |
|  |              |

|  | Bassaricyon alleni                                                         |
|  |                                                                            |
|  | \| \| Bassaricyon gabbii \| \| \| \| \| \| Bassaricyon neblina \| \| \| \| |
|  |                                                                            |
|  | Bassaricyon gabbii                                                         |
|  |                                                                            |
|  | Bassaricyon neblina                                                        |
|  |                                                                            |

|  | Bassaricyon gabbii  |
|  |                     |
|  | Bassaricyon neblina |
|  |                     |

|  | Bassariscus astutus     |
|  |                         |
|  | Bassariscus sumichrasti |
|  |                         |

|  | Procyon lotor       |
|  |                     |
|  | Procyon cancrivorus |
|  |                     |

|  | Bassariscus astutus     |
|  |                         |
|  | Bassariscus sumichrasti |
|  |                         |

|  | Procyon lotor       |
|  |                     |
|  | Procyon cancrivorus |
|  |                     |

|  | Nasua nasua  |
|  |              |
|  | Nasua narica |
|  |              |

|  | Bassaricyon alleni                                                         |
|  |                                                                            |
|  | \| \| Bassaricyon gabbii \| \| \| \| \| \| Bassaricyon neblina \| \| \| \| |
|  |                                                                            |
|  | Bassaricyon gabbii                                                         |
|  |                                                                            |
|  | Bassaricyon neblina                                                        |
|  |                                                                            |

|  | Bassaricyon gabbii  |
|  |                     |
|  | Bassaricyon neblina |
|  |                     |

|  | Nasua nasua  |
|  |              |
|  | Nasua narica |
|  |              |

|  | Bassaricyon alleni                                                         |
|  |                                                                            |
|  | \| \| Bassaricyon gabbii \| \| \| \| \| \| Bassaricyon neblina \| \| \| \| |
|  |                                                                            |
|  | Bassaricyon gabbii                                                         |
|  |                                                                            |
|  | Bassaricyon neblina                                                        |
|  |                                                                            |

|  | Bassaricyon gabbii  |
|  |                     |
|  | Bassaricyon neblina |
|  |                     |

|  | Bassariscus astutus     |
|  |                         |
|  | Bassariscus sumichrasti |
|  |                         |

|  | Procyon lotor       |
|  |                     |
|  | Procyon cancrivorus |
|  |                     |

|  | Bassariscus astutus     |
|  |                         |
|  | Bassariscus sumichrasti |
|  |                         |

|  | Procyon lotor       |
|  |                     |
|  | Procyon cancrivorus |
|  |                     |

|  | Nasua nasua  |
|  |              |
|  | Nasua narica |
|  |              |

|  | Bassaricyon alleni                                                         |
|  |                                                                            |
|  | \| \| Bassaricyon gabbii \| \| \| \| \| \| Bassaricyon neblina \| \| \| \| |
|  |                                                                            |
|  | Bassaricyon gabbii                                                         |
|  |                                                                            |
|  | Bassaricyon neblina                                                        |
|  |                                                                            |

|  | Bassaricyon gabbii  |
|  |                     |
|  | Bassaricyon neblina |
|  |                     |

|  | Nasua nasua  |
|  |              |
|  | Nasua narica |
|  |              |

|  | Bassaricyon alleni                                                         |
|  |                                                                            |
|  | \| \| Bassaricyon gabbii \| \| \| \| \| \| Bassaricyon neblina \| \| \| \| |
|  |                                                                            |
|  | Bassaricyon gabbii                                                         |
|  |                                                                            |
|  | Bassaricyon neblina                                                        |
|  |                                                                            |

|  | Bassaricyon gabbii  |
|  |                     |
|  | Bassaricyon neblina |
|  |                     |

|  | Bassariscus astutus     |
|  |                         |
|  | Bassariscus sumichrasti |
|  |                         |

|  | Procyon lotor       |
|  |                     |
|  | Procyon cancrivorus |
|  |                     |

|  | Bassariscus astutus     |
|  |                         |
|  | Bassariscus sumichrasti |
|  |                         |

|  | Procyon lotor       |
|  |                     |
|  | Procyon cancrivorus |
|  |                     |

|  | Nasua nasua  |
|  |              |
|  | Nasua narica |
|  |              |

|  | Bassaricyon alleni                                                         |
|  |                                                                            |
|  | \| \| Bassaricyon gabbii \| \| \| \| \| \| Bassaricyon neblina \| \| \| \| |
|  |                                                                            |
|  | Bassaricyon gabbii                                                         |
|  |                                                                            |
|  | Bassaricyon neblina                                                        |
|  |                                                                            |

|  | Bassaricyon gabbii  |
|  |                     |
|  | Bassaricyon neblina |
|  |                     |

|  | Nasua nasua  |
|  |              |
|  | Nasua narica |
|  |              |

|  | Bassaricyon alleni                                                         |
|  |                                                                            |
|  | \| \| Bassaricyon gabbii \| \| \| \| \| \| Bassaricyon neblina \| \| \| \| |
|  |                                                                            |
|  | Bassaricyon gabbii                                                         |
|  |                                                                            |
|  | Bassaricyon neblina                                                        |
|  |                                                                            |

|  | Bassaricyon gabbii  |
|  |                     |
|  | Bassaricyon neblina |
|  |                     |

|  | Bassariscus astutus     |
|  |                         |
|  | Bassariscus sumichrasti |
|  |                         |

|  | Procyon lotor       |
|  |                     |
|  | Procyon cancrivorus |
|  |                     |

|  | Bassariscus astutus     |
|  |                         |
|  | Bassariscus sumichrasti |
|  |                         |

|  | Procyon lotor       |
|  |                     |
|  | Procyon cancrivorus |
|  |                     |

|  | Nasua nasua  |
|  |              |
|  | Nasua narica |
|  |              |

|  | Bassaricyon alleni                                                         |
|  |                                                                            |
|  | \| \| Bassaricyon gabbii \| \| \| \| \| \| Bassaricyon neblina \| \| \| \| |
|  |                                                                            |
|  | Bassaricyon gabbii                                                         |
|  |                                                                            |
|  | Bassaricyon neblina                                                        |
|  |                                                                            |

|  | Bassaricyon gabbii  |
|  |                     |
|  | Bassaricyon neblina |
|  |                     |

|  | Nasua nasua  |
|  |              |
|  | Nasua narica |
|  |              |

|  | Bassaricyon alleni                                                         |
|  |                                                                            |
|  | \| \| Bassaricyon gabbii \| \| \| \| \| \| Bassaricyon neblina \| \| \| \| |
|  |                                                                            |
|  | Bassaricyon gabbii                                                         |
|  |                                                                            |
|  | Bassaricyon neblina                                                        |
|  |                                                                            |

|  | Bassaricyon gabbii  |
|  |                     |
|  | Bassaricyon neblina |
|  |                     |

|  | Bassariscus astutus     |
|  |                         |
|  | Bassariscus sumichrasti |
|  |                         |

|  | Procyon lotor       |
|  |                     |
|  | Procyon cancrivorus |
|  |                     |

|  | Bassariscus astutus     |
|  |                         |
|  | Bassariscus sumichrasti |
|  |                         |

|  | Procyon lotor       |
|  |                     |
|  | Procyon cancrivorus |
|  |                     |

|  | Nasua nasua  |
|  |              |
|  | Nasua narica |
|  |              |

|  | Bassaricyon alleni                                                         |
|  |                                                                            |
|  | \| \| Bassaricyon gabbii \| \| \| \| \| \| Bassaricyon neblina \| \| \| \| |
|  |                                                                            |
|  | Bassaricyon gabbii                                                         |
|  |                                                                            |
|  | Bassaricyon neblina                                                        |
|  |                                                                            |

|  | Bassaricyon gabbii  |
|  |                     |
|  | Bassaricyon neblina |
|  |                     |

|  | Nasua nasua  |
|  |              |
|  | Nasua narica |
|  |              |

|  | Bassaricyon alleni                                                         |
|  |                                                                            |
|  | \| \| Bassaricyon gabbii \| \| \| \| \| \| Bassaricyon neblina \| \| \| \| |
|  |                                                                            |
|  | Bassaricyon gabbii                                                         |
|  |                                                                            |
|  | Bassaricyon neblina                                                        |
|  |                                                                            |

|  | Bassaricyon gabbii  |
|  |                     |
|  | Bassaricyon neblina |
|  |                     |

- Kladogram na podstawie cytochromu b

|  | Bassariscus sumichrasti                                               |
|  |                                                                       |
|  | \| \| Procyon cancrivorus \| \| \| \| \| \| Procyon lotor \| \| \| \| |
|  |                                                                       |
|  | Procyon cancrivorus                                                   |
|  |                                                                       |
|  | Procyon lotor                                                         |
|  |                                                                       |

|  | Procyon cancrivorus |
|  |                     |
|  | Procyon lotor       |
|  |                     |

|  | Bassariscus sumichrasti                                               |
|  |                                                                       |
|  | \| \| Procyon cancrivorus \| \| \| \| \| \| Procyon lotor \| \| \| \| |
|  |                                                                       |
|  | Procyon cancrivorus                                                   |
|  |                                                                       |
|  | Procyon lotor                                                         |
|  |                                                                       |

|  | Procyon cancrivorus |
|  |                     |
|  | Procyon lotor       |
|  |                     |

|  | \| \| Nasuella olivacea \| \| \| \| \| \| Nasua narica \| \| \| \| |
|  |                                                                    |
|  | Nasua nasua                                                        |
|  |                                                                    |
|  | Nasuella olivacea                                                  |
|  |                                                                    |
|  | Nasua narica                                                       |
|  |                                                                    |

|  | Nasuella olivacea |
|  |                   |
|  | Nasua narica      |
|  |                   |

|  | Bassaricyon neblina |
|  |                     |
|  | Bassaricyon gabbii  |
|  |                     |

|  | Bassaricyon medius medius, Bassaricyon medius orinomus                                          |
|  |                                                                                                 |
|  | \| \| Bassaricyon alleni \| \| \| \| \| \| Bassaricyon alleni, Bassaricyon beddardi \| \| \| \| |
|  |                                                                                                 |
|  | Bassaricyon alleni                                                                              |
|  |                                                                                                 |
|  | Bassaricyon alleni, Bassaricyon beddardi                                                        |
|  |                                                                                                 |

|  | Bassaricyon alleni                       |
|  |                                          |
|  | Bassaricyon alleni, Bassaricyon beddardi |
|  |                                          |

|  | Bassaricyon medius medius, Bassaricyon medius orinomus                                          |
|  |                                                                                                 |
|  | \| \| Bassaricyon alleni \| \| \| \| \| \| Bassaricyon alleni, Bassaricyon beddardi \| \| \| \| |
|  |                                                                                                 |
|  | Bassaricyon alleni                                                                              |
|  |                                                                                                 |
|  | Bassaricyon alleni, Bassaricyon beddardi                                                        |
|  |                                                                                                 |

|  | Bassaricyon alleni                       |
|  |                                          |
|  | Bassaricyon alleni, Bassaricyon beddardi |
|  |                                          |

|  | Bassaricyon neblina |
|  |                     |
|  | Bassaricyon gabbii  |
|  |                     |

|  | Bassaricyon medius medius, Bassaricyon medius orinomus                                          |
|  |                                                                                                 |
|  | \| \| Bassaricyon alleni \| \| \| \| \| \| Bassaricyon alleni, Bassaricyon beddardi \| \| \| \| |
|  |                                                                                                 |
|  | Bassaricyon alleni                                                                              |
|  |                                                                                                 |
|  | Bassaricyon alleni, Bassaricyon beddardi                                                        |
|  |                                                                                                 |

|  | Bassaricyon alleni                       |
|  |                                          |
|  | Bassaricyon alleni, Bassaricyon beddardi |
|  |                                          |

|  | Bassaricyon medius medius, Bassaricyon medius orinomus                                          |
|  |                                                                                                 |
|  | \| \| Bassaricyon alleni \| \| \| \| \| \| Bassaricyon alleni, Bassaricyon beddardi \| \| \| \| |
|  |                                                                                                 |
|  | Bassaricyon alleni                                                                              |
|  |                                                                                                 |
|  | Bassaricyon alleni, Bassaricyon beddardi                                                        |
|  |                                                                                                 |

|  | Bassaricyon alleni                       |
|  |                                          |
|  | Bassaricyon alleni, Bassaricyon beddardi |
|  |                                          |

|  | \| \| Nasuella olivacea \| \| \| \| \| \| Nasua narica \| \| \| \| |
|  |                                                                    |
|  | Nasua nasua                                                        |
|  |                                                                    |
|  | Nasuella olivacea                                                  |
|  |                                                                    |
|  | Nasua narica                                                       |
|  |                                                                    |

|  | Nasuella olivacea |
|  |                   |
|  | Nasua narica      |
|  |                   |

|  | Bassaricyon neblina |
|  |                     |
|  | Bassaricyon gabbii  |
|  |                     |

|  | Bassaricyon medius medius, Bassaricyon medius orinomus                                          |
|  |                                                                                                 |
|  | \| \| Bassaricyon alleni \| \| \| \| \| \| Bassaricyon alleni, Bassaricyon beddardi \| \| \| \| |
|  |                                                                                                 |
|  | Bassaricyon alleni                                                                              |
|  |                                                                                                 |
|  | Bassaricyon alleni, Bassaricyon beddardi                                                        |
|  |                                                                                                 |

|  | Bassaricyon alleni                       |
|  |                                          |
|  | Bassaricyon alleni, Bassaricyon beddardi |
|  |                                          |

|  | Bassaricyon medius medius, Bassaricyon medius orinomus                                          |
|  |                                                                                                 |
|  | \| \| Bassaricyon alleni \| \| \| \| \| \| Bassaricyon alleni, Bassaricyon beddardi \| \| \| \| |
|  |                                                                                                 |
|  | Bassaricyon alleni                                                                              |
|  |                                                                                                 |
|  | Bassaricyon alleni, Bassaricyon beddardi                                                        |
|  |                                                                                                 |

|  | Bassaricyon alleni                       |
|  |                                          |
|  | Bassaricyon alleni, Bassaricyon beddardi |
|  |                                          |

|  | Bassaricyon neblina |
|  |                     |
|  | Bassaricyon gabbii  |
|  |                     |

|  | Bassaricyon medius medius, Bassaricyon medius orinomus                                          |
|  |                                                                                                 |
|  | \| \| Bassaricyon alleni \| \| \| \| \| \| Bassaricyon alleni, Bassaricyon beddardi \| \| \| \| |
|  |                                                                                                 |
|  | Bassaricyon alleni                                                                              |
|  |                                                                                                 |
|  | Bassaricyon alleni, Bassaricyon beddardi                                                        |
|  |                                                                                                 |

|  | Bassaricyon alleni                       |
|  |                                          |
|  | Bassaricyon alleni, Bassaricyon beddardi |
|  |                                          |

|  | Bassaricyon medius medius, Bassaricyon medius orinomus                                          |
|  |                                                                                                 |
|  | \| \| Bassaricyon alleni \| \| \| \| \| \| Bassaricyon alleni, Bassaricyon beddardi \| \| \| \| |
|  |                                                                                                 |
|  | Bassaricyon alleni                                                                              |
|  |                                                                                                 |
|  | Bassaricyon alleni, Bassaricyon beddardi                                                        |
|  |                                                                                                 |

|  | Bassaricyon alleni                       |
|  |                                          |
|  | Bassaricyon alleni, Bassaricyon beddardi |
|  |                                          |

|  | \| \| Nasuella olivacea \| \| \| \| \| \| Nasua narica \| \| \| \| |
|  |                                                                    |
|  | Nasua nasua                                                        |
|  |                                                                    |
|  | Nasuella olivacea                                                  |
|  |                                                                    |
|  | Nasua narica                                                       |
|  |                                                                    |

|  | Nasuella olivacea |
|  |                   |
|  | Nasua narica      |
|  |                   |

|  | Bassaricyon neblina |
|  |                     |
|  | Bassaricyon gabbii  |
|  |                     |

|  | Bassaricyon medius medius, Bassaricyon medius orinomus                                          |
|  |                                                                                                 |
|  | \| \| Bassaricyon alleni \| \| \| \| \| \| Bassaricyon alleni, Bassaricyon beddardi \| \| \| \| |
|  |                                                                                                 |
|  | Bassaricyon alleni                                                                              |
|  |                                                                                                 |
|  | Bassaricyon alleni, Bassaricyon beddardi                                                        |
|  |                                                                                                 |

|  | Bassaricyon alleni                       |
|  |                                          |
|  | Bassaricyon alleni, Bassaricyon beddardi |
|  |                                          |

|  | Bassaricyon medius medius, Bassaricyon medius orinomus                                          |
|  |                                                                                                 |
|  | \| \| Bassaricyon alleni \| \| \| \| \| \| Bassaricyon alleni, Bassaricyon beddardi \| \| \| \| |
|  |                                                                                                 |
|  | Bassaricyon alleni                                                                              |
|  |                                                                                                 |
|  | Bassaricyon alleni, Bassaricyon beddardi                                                        |
|  |                                                                                                 |

|  | Bassaricyon alleni                       |
|  |                                          |
|  | Bassaricyon alleni, Bassaricyon beddardi |
|  |                                          |

|  | Bassaricyon neblina |
|  |                     |
|  | Bassaricyon gabbii  |
|  |                     |

|  | Bassaricyon medius medius, Bassaricyon medius orinomus                                          |
|  |                                                                                                 |
|  | \| \| Bassaricyon alleni \| \| \| \| \| \| Bassaricyon alleni, Bassaricyon beddardi \| \| \| \| |
|  |                                                                                                 |
|  | Bassaricyon alleni                                                                              |
|  |                                                                                                 |
|  | Bassaricyon alleni, Bassaricyon beddardi                                                        |
|  |                                                                                                 |

|  | Bassaricyon alleni                       |
|  |                                          |
|  | Bassaricyon alleni, Bassaricyon beddardi |
|  |                                          |

|  | Bassaricyon medius medius, Bassaricyon medius orinomus                                          |
|  |                                                                                                 |
|  | \| \| Bassaricyon alleni \| \| \| \| \| \| Bassaricyon alleni, Bassaricyon beddardi \| \| \| \| |
|  |                                                                                                 |
|  | Bassaricyon alleni                                                                              |
|  |                                                                                                 |
|  | Bassaricyon alleni, Bassaricyon beddardi                                                        |
|  |                                                                                                 |

|  | Bassaricyon alleni                       |
|  |                                          |
|  | Bassaricyon alleni, Bassaricyon beddardi |
|  |                                          |

|  | \| \| Nasuella olivacea \| \| \| \| \| \| Nasua narica \| \| \| \| |
|  |                                                                    |
|  | Nasua nasua                                                        |
|  |                                                                    |
|  | Nasuella olivacea                                                  |
|  |                                                                    |
|  | Nasua narica                                                       |
|  |                                                                    |

|  | Nasuella olivacea |
|  |                   |
|  | Nasua narica      |
|  |                   |

|  | Bassaricyon neblina |
|  |                     |
|  | Bassaricyon gabbii  |
|  |                     |

|  | Bassaricyon medius medius, Bassaricyon medius orinomus                                          |
|  |                                                                                                 |
|  | \| \| Bassaricyon alleni \| \| \| \| \| \| Bassaricyon alleni, Bassaricyon beddardi \| \| \| \| |
|  |                                                                                                 |
|  | Bassaricyon alleni                                                                              |
|  |                                                                                                 |
|  | Bassaricyon alleni, Bassaricyon beddardi                                                        |
|  |                                                                                                 |

|  | Bassaricyon alleni                       |
|  |                                          |
|  | Bassaricyon alleni, Bassaricyon beddardi |
|  |                                          |

|  | Bassaricyon medius medius, Bassaricyon medius orinomus                                          |
|  |                                                                                                 |
|  | \| \| Bassaricyon alleni \| \| \| \| \| \| Bassaricyon alleni, Bassaricyon beddardi \| \| \| \| |
|  |                                                                                                 |
|  | Bassaricyon alleni                                                                              |
|  |                                                                                                 |
|  | Bassaricyon alleni, Bassaricyon beddardi                                                        |
|  |                                                                                                 |

|  | Bassaricyon alleni                       |
|  |                                          |
|  | Bassaricyon alleni, Bassaricyon beddardi |
|  |                                          |

|  | Bassaricyon neblina |
|  |                     |
|  | Bassaricyon gabbii  |
|  |                     |

|  | Bassaricyon medius medius, Bassaricyon medius orinomus                                          |
|  |                                                                                                 |
|  | \| \| Bassaricyon alleni \| \| \| \| \| \| Bassaricyon alleni, Bassaricyon beddardi \| \| \| \| |
|  |                                                                                                 |
|  | Bassaricyon alleni                                                                              |
|  |                                                                                                 |
|  | Bassaricyon alleni, Bassaricyon beddardi                                                        |
|  |                                                                                                 |

|  | Bassaricyon alleni                       |
|  |                                          |
|  | Bassaricyon alleni, Bassaricyon beddardi |
|  |                                          |

|  | Bassaricyon medius medius, Bassaricyon medius orinomus                                          |
|  |                                                                                                 |
|  | \| \| Bassaricyon alleni \| \| \| \| \| \| Bassaricyon alleni, Bassaricyon beddardi \| \| \| \| |
|  |                                                                                                 |
|  | Bassaricyon alleni                                                                              |
|  |                                                                                                 |
|  | Bassaricyon alleni, Bassaricyon beddardi                                                        |
|  |                                                                                                 |

|  | Bassaricyon alleni                       |
|  |                                          |
|  | Bassaricyon alleni, Bassaricyon beddardi |
|  |                                          |

|  | Bassariscus sumichrasti                                               |
|  |                                                                       |
|  | \| \| Procyon cancrivorus \| \| \| \| \| \| Procyon lotor \| \| \| \| |
|  |                                                                       |
|  | Procyon cancrivorus                                                   |
|  |                                                                       |
|  | Procyon lotor                                                         |
|  |                                                                       |

|  | Procyon cancrivorus |
|  |                     |
|  | Procyon lotor       |
|  |                     |

|  | Bassariscus sumichrasti                                               |
|  |                                                                       |
|  | \| \| Procyon cancrivorus \| \| \| \| \| \| Procyon lotor \| \| \| \| |
|  |                                                                       |
|  | Procyon cancrivorus                                                   |
|  |                                                                       |
|  | Procyon lotor                                                         |
|  |                                                                       |

|  | Procyon cancrivorus |
|  |                     |
|  | Procyon lotor       |
|  |                     |

|  | \| \| Nasuella olivacea \| \| \| \| \| \| Nasua narica \| \| \| \| |
|  |                                                                    |
|  | Nasua nasua                                                        |
|  |                                                                    |
|  | Nasuella olivacea                                                  |
|  |                                                                    |
|  | Nasua narica                                                       |
|  |                                                                    |

|  | Nasuella olivacea |
|  |                   |
|  | Nasua narica      |
|  |                   |

|  | Bassaricyon neblina |
|  |                     |
|  | Bassaricyon gabbii  |
|  |                     |

|  | Bassaricyon medius medius, Bassaricyon medius orinomus                                          |
|  |                                                                                                 |
|  | \| \| Bassaricyon alleni \| \| \| \| \| \| Bassaricyon alleni, Bassaricyon beddardi \| \| \| \| |
|  |                                                                                                 |
|  | Bassaricyon alleni                                                                              |
|  |                                                                                                 |
|  | Bassaricyon alleni, Bassaricyon beddardi                                                        |
|  |                                                                                                 |

|  | Bassaricyon alleni                       |
|  |                                          |
|  | Bassaricyon alleni, Bassaricyon beddardi |
|  |                                          |

|  | Bassaricyon medius medius, Bassaricyon medius orinomus                                          |
|  |                                                                                                 |
|  | \| \| Bassaricyon alleni \| \| \| \| \| \| Bassaricyon alleni, Bassaricyon beddardi \| \| \| \| |
|  |                                                                                                 |
|  | Bassaricyon alleni                                                                              |
|  |                                                                                                 |
|  | Bassaricyon alleni, Bassaricyon beddardi                                                        |
|  |                                                                                                 |

|  | Bassaricyon alleni                       |
|  |                                          |
|  | Bassaricyon alleni, Bassaricyon beddardi |
|  |                                          |

|  | Bassaricyon neblina |
|  |                     |
|  | Bassaricyon gabbii  |
|  |                     |

|  | Bassaricyon medius medius, Bassaricyon medius orinomus                                          |
|  |                                                                                                 |
|  | \| \| Bassaricyon alleni \| \| \| \| \| \| Bassaricyon alleni, Bassaricyon beddardi \| \| \| \| |
|  |                                                                                                 |
|  | Bassaricyon alleni                                                                              |
|  |                                                                                                 |
|  | Bassaricyon alleni, Bassaricyon beddardi                                                        |
|  |                                                                                                 |

|  | Bassaricyon alleni                       |
|  |                                          |
|  | Bassaricyon alleni, Bassaricyon beddardi |
|  |                                          |

|  | Bassaricyon medius medius, Bassaricyon medius orinomus                                          |
|  |                                                                                                 |
|  | \| \| Bassaricyon alleni \| \| \| \| \| \| Bassaricyon alleni, Bassaricyon beddardi \| \| \| \| |
|  |                                                                                                 |
|  | Bassaricyon alleni                                                                              |
|  |                                                                                                 |
|  | Bassaricyon alleni, Bassaricyon beddardi                                                        |
|  |                                                                                                 |

|  | Bassaricyon alleni                       |
|  |                                          |
|  | Bassaricyon alleni, Bassaricyon beddardi |
|  |                                          |

|  | \| \| Nasuella olivacea \| \| \| \| \| \| Nasua narica \| \| \| \| |
|  |                                                                    |
|  | Nasua nasua                                                        |
|  |                                                                    |
|  | Nasuella olivacea                                                  |
|  |                                                                    |
|  | Nasua narica                                                       |
|  |                                                                    |

|  | Nasuella olivacea |
|  |                   |
|  | Nasua narica      |
|  |                   |

|  | Bassaricyon neblina |
|  |                     |
|  | Bassaricyon gabbii  |
|  |                     |

|  | Bassaricyon medius medius, Bassaricyon medius orinomus                                          |
|  |                                                                                                 |
|  | \| \| Bassaricyon alleni \| \| \| \| \| \| Bassaricyon alleni, Bassaricyon beddardi \| \| \| \| |
|  |                                                                                                 |
|  | Bassaricyon alleni                                                                              |
|  |                                                                                                 |
|  | Bassaricyon alleni, Bassaricyon beddardi                                                        |
|  |                                                                                                 |

|  | Bassaricyon alleni                       |
|  |                                          |
|  | Bassaricyon alleni, Bassaricyon beddardi |
|  |                                          |

|  | Bassaricyon medius medius, Bassaricyon medius orinomus                                          |
|  |                                                                                                 |
|  | \| \| Bassaricyon alleni \| \| \| \| \| \| Bassaricyon alleni, Bassaricyon beddardi \| \| \| \| |
|  |                                                                                                 |
|  | Bassaricyon alleni                                                                              |
|  |                                                                                                 |
|  | Bassaricyon alleni, Bassaricyon beddardi                                                        |
|  |                                                                                                 |

|  | Bassaricyon alleni                       |
|  |                                          |
|  | Bassaricyon alleni, Bassaricyon beddardi |
|  |                                          |

|  | Bassaricyon neblina |
|  |                     |
|  | Bassaricyon gabbii  |
|  |                     |

|  | Bassaricyon medius medius, Bassaricyon medius orinomus                                          |
|  |                                                                                                 |
|  | \| \| Bassaricyon alleni \| \| \| \| \| \| Bassaricyon alleni, Bassaricyon beddardi \| \| \| \| |
|  |                                                                                                 |
|  | Bassaricyon alleni                                                                              |
|  |                                                                                                 |
|  | Bassaricyon alleni, Bassaricyon beddardi                                                        |
|  |                                                                                                 |

|  | Bassaricyon alleni                       |
|  |                                          |
|  | Bassaricyon alleni, Bassaricyon beddardi |
|  |                                          |

|  | Bassaricyon medius medius, Bassaricyon medius orinomus                                          |
|  |                                                                                                 |
|  | \| \| Bassaricyon alleni \| \| \| \| \| \| Bassaricyon alleni, Bassaricyon beddardi \| \| \| \| |
|  |                                                                                                 |
|  | Bassaricyon alleni                                                                              |
|  |                                                                                                 |
|  | Bassaricyon alleni, Bassaricyon beddardi                                                        |
|  |                                                                                                 |

|  | Bassaricyon alleni                       |
|  |                                          |
|  | Bassaricyon alleni, Bassaricyon beddardi |
|  |                                          |

|  | \| \| Nasuella olivacea \| \| \| \| \| \| Nasua narica \| \| \| \| |
|  |                                                                    |
|  | Nasua nasua                                                        |
|  |                                                                    |
|  | Nasuella olivacea                                                  |
|  |                                                                    |
|  | Nasua narica                                                       |
|  |                                                                    |

|  | Nasuella olivacea |
|  |                   |
|  | Nasua narica      |
|  |                   |

|  | Bassaricyon neblina |
|  |                     |
|  | Bassaricyon gabbii  |
|  |                     |

|  | Bassaricyon medius medius, Bassaricyon medius orinomus                                          |
|  |                                                                                                 |
|  | \| \| Bassaricyon alleni \| \| \| \| \| \| Bassaricyon alleni, Bassaricyon beddardi \| \| \| \| |
|  |                                                                                                 |
|  | Bassaricyon alleni                                                                              |
|  |                                                                                                 |
|  | Bassaricyon alleni, Bassaricyon beddardi                                                        |
|  |                                                                                                 |

|  | Bassaricyon alleni                       |
|  |                                          |
|  | Bassaricyon alleni, Bassaricyon beddardi |
|  |                                          |

|  | Bassaricyon medius medius, Bassaricyon medius orinomus                                          |
|  |                                                                                                 |
|  | \| \| Bassaricyon alleni \| \| \| \| \| \| Bassaricyon alleni, Bassaricyon beddardi \| \| \| \| |
|  |                                                                                                 |
|  | Bassaricyon alleni                                                                              |
|  |                                                                                                 |
|  | Bassaricyon alleni, Bassaricyon beddardi                                                        |
|  |                                                                                                 |

|  | Bassaricyon alleni                       |
|  |                                          |
|  | Bassaricyon alleni, Bassaricyon beddardi |
|  |                                          |

|  | Bassaricyon neblina |
|  |                     |
|  | Bassaricyon gabbii  |
|  |                     |

|  | Bassaricyon medius medius, Bassaricyon medius orinomus                                          |
|  |                                                                                                 |
|  | \| \| Bassaricyon alleni \| \| \| \| \| \| Bassaricyon alleni, Bassaricyon beddardi \| \| \| \| |
|  |                                                                                                 |
|  | Bassaricyon alleni                                                                              |
|  |                                                                                                 |
|  | Bassaricyon alleni, Bassaricyon beddardi                                                        |
|  |                                                                                                 |

|  | Bassaricyon alleni                       |
|  |                                          |
|  | Bassaricyon alleni, Bassaricyon beddardi |
|  |                                          |

|  | Bassaricyon medius medius, Bassaricyon medius orinomus                                          |
|  |                                                                                                 |
|  | \| \| Bassaricyon alleni \| \| \| \| \| \| Bassaricyon alleni, Bassaricyon beddardi \| \| \| \| |
|  |                                                                                                 |
|  | Bassaricyon alleni                                                                              |
|  |                                                                                                 |
|  | Bassaricyon alleni, Bassaricyon beddardi                                                        |
|  |                                                                                                 |

|  | Bassaricyon alleni                       |
|  |                                          |
|  | Bassaricyon alleni, Bassaricyon beddardi |
|  |                                          |

|  | \| \| Nasuella olivacea \| \| \| \| \| \| Nasua narica \| \| \| \| |
|  |                                                                    |
|  | Nasua nasua                                                        |
|  |                                                                    |
|  | Nasuella olivacea                                                  |
|  |                                                                    |
|  | Nasua narica                                                       |
|  |                                                                    |

|  | Nasuella olivacea |
|  |                   |
|  | Nasua narica      |
|  |                   |

|  | Bassaricyon neblina |
|  |                     |
|  | Bassaricyon gabbii  |
|  |                     |

|  | Bassaricyon medius medius, Bassaricyon medius orinomus                                          |
|  |                                                                                                 |
|  | \| \| Bassaricyon alleni \| \| \| \| \| \| Bassaricyon alleni, Bassaricyon beddardi \| \| \| \| |
|  |                                                                                                 |
|  | Bassaricyon alleni                                                                              |
|  |                                                                                                 |
|  | Bassaricyon alleni, Bassaricyon beddardi                                                        |
|  |                                                                                                 |

|  | Bassaricyon alleni                       |
|  |                                          |
|  | Bassaricyon alleni, Bassaricyon beddardi |
|  |                                          |

|  | Bassaricyon medius medius, Bassaricyon medius orinomus                                          |
|  |                                                                                                 |
|  | \| \| Bassaricyon alleni \| \| \| \| \| \| Bassaricyon alleni, Bassaricyon beddardi \| \| \| \| |
|  |                                                                                                 |
|  | Bassaricyon alleni                                                                              |
|  |                                                                                                 |
|  | Bassaricyon alleni, Bassaricyon beddardi                                                        |
|  |                                                                                                 |

|  | Bassaricyon alleni                       |
|  |                                          |
|  | Bassaricyon alleni, Bassaricyon beddardi |
|  |                                          |

|  | Bassaricyon neblina |
|  |                     |
|  | Bassaricyon gabbii  |
|  |                     |

|  | Bassaricyon medius medius, Bassaricyon medius orinomus                                          |
|  |                                                                                                 |
|  | \| \| Bassaricyon alleni \| \| \| \| \| \| Bassaricyon alleni, Bassaricyon beddardi \| \| \| \| |
|  |                                                                                                 |
|  | Bassaricyon alleni                                                                              |
|  |                                                                                                 |
|  | Bassaricyon alleni, Bassaricyon beddardi                                                        |
|  |                                                                                                 |

|  | Bassaricyon alleni                       |
|  |                                          |
|  | Bassaricyon alleni, Bassaricyon beddardi |
|  |                                          |

|  | Bassaricyon medius medius, Bassaricyon medius orinomus                                          |
|  |                                                                                                 |
|  | \| \| Bassaricyon alleni \| \| \| \| \| \| Bassaricyon alleni, Bassaricyon beddardi \| \| \| \| |
|  |                                                                                                 |
|  | Bassaricyon alleni                                                                              |
|  |                                                                                                 |
|  | Bassaricyon alleni, Bassaricyon beddardi                                                        |
|  |                                                                                                 |

|  | Bassaricyon alleni                       |
|  |                                          |
|  | Bassaricyon alleni, Bassaricyon beddardi |
|  |                                          |

### Podgatunki
Wilson i Reeder wyróżniają 22 podgatunki szopa pracza (rozmieszczenie na podstawie Encyclopedia of Life):
- Procyon l. lotor – podgatunek nominatywny
- Procyon l. auspicatus – zachodnia część archipelagu Florida Keys
- Procyon l. elucus – Floryda
- Procyon l. excelsus – środkowo-zachodnie stany USA
- Procyon l. fuscipes – Teksas oraz stany: Coahuila de Zaragoza, Nuevo León i Tamaulipas w Meksyku
- Procyon l. gloveralleni – szop barbadoski – Barbados[28]
- Procyon l. grinnelli – środkowa i południowa część Półwyspu Kalifornijskiego
- Procyon l. hernandezii – cały Meksyk, z wyjątkiem jego północnych krańców
- Procyon l. hirtus – centralne stany USA
- Procyon l. incautus – zachodnia część archipelagu Florida Keys
- Procyon l. inesperatus – wschodnia część archipelagu Florida Keys
- Procyon l. insularis – szop wyspowy – archipelag Islas Marías[28]
- Procyon l. litoreus – wschodnia część stanu Georgia
- Procyon l. marinus – Floryda i Georgia
- Procyon l. maynardi – szop bahamski – wyspa New Providence w archipelagu Bahamów
- Procyon l. megalodous – Luizjana
- Procyon l. minor – szop gwadelupski
- Procyon l. pacificus – zachodnie wybrzeże USA
- Procyon l. pallidus – dwie izolowane populacje: w południowo-zachodnich stanach USA na zachodzie i Karolinie Południowej na wschodzie
- Procyon l. psora – południowo-zachodnie wybrzeże USA i stan Kalifornia Dolna w Meksyku
- Procyon l. pumilus – Panama
- Procyon l. simus – północno-wschodnia Kalifornia[29]
- Procyon l. vancouverensis – Vancouver

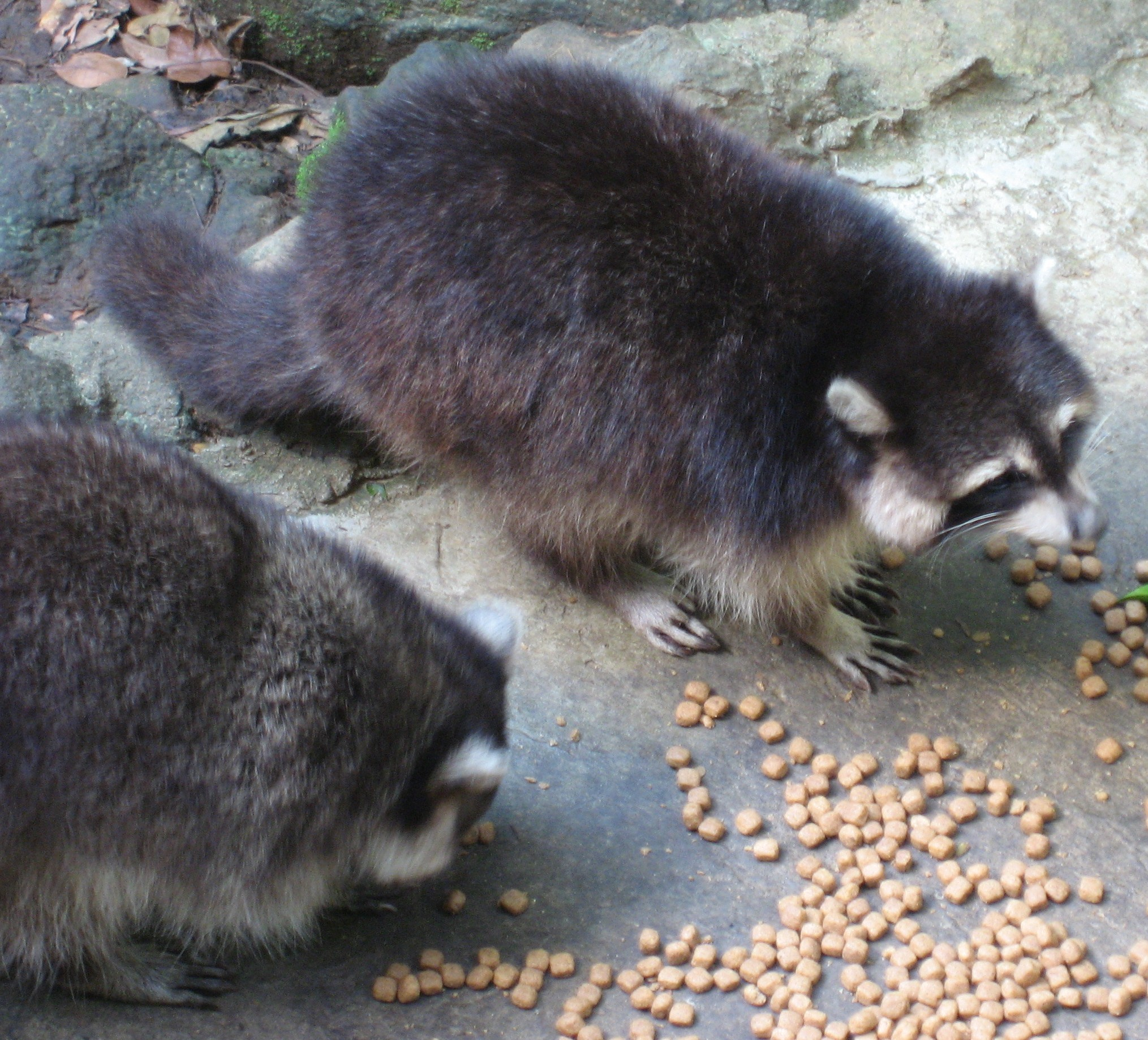
Podgatunek P. l. minor w Basse-Terre na Gwadelupie

Cztery podgatunki szopa endemiczne dla niewielkich wysp Ameryki Środkowej i Karaibów po odkryciu były często uznawane za osobne gatunki. Zaliczają się do nich P. l. maynardi, zwany po angielsku Bahaman raccoon, podobny do niego P. l. minor (Guadeloupe raccoon), P. l. insularis (Tres Marias raccoon), większy niż przeciętna i o bardziej kanciastym kształcie głowy, a także wymarły P. l. gloveralleni (Barbados raccoon). Badania cech morfologicznych i genetycznych przeprowadzone w latach 1999, 2003 i 2005 doprowadziły do umieszczenia „szopów z wysp” jako podgatunków szopa pracza w trzecim wydaniu Mammal Species of the World. W wyniku tych badań wykazano również, że podgatunek P. l. minor został wprowadzony przez człowieka na wyspy Grande-Terre i Basse-Terre (Gwadelupa) zaledwie kilka stuleci temu i jest blisko spokrewniony z P. l. maynardi, żyjącym na wyspie New Providence w archipelagu Bahamów, położonej w odległości około 2 tys. km od wspomnianych wysp. Dlatego też zaproponowano, by oba podgatunki połączyć i tym samym Procyon (lotor) minor potraktować jako synonim P. l. maynardi.
Piąty „szop z wysp”, Procyon pygmaeus (Cozumel raccoon), ważący zaledwie 3 lub 4 kg i mający charakterystyczne drobne zęby, wciąż jest uznawany za osobny gatunek.
Cztery najmniejsze podgatunki szopa pracza, o średniej wadze ciała od 2 do 3 kg, można spotkać na południowym wybrzeżu Florydy i przyległych wyspach. Przykładem jest P. l. marinus (Ten Thousand Island raccoon). Większość z 22 podgatunków tylko nieznacznie różni się między sobą barwą sierści, rozmiarem i innymi zewnętrznymi cechami. Dwa najliczniejsze podgatunki to P. l. lotor (Eastern raccoon) i P. l. hirtus (Upper Mississippi Valley raccoon), które wyróżniają się stosunkowo ciemną sierścią o długich włosach, przy czym P. l. hirtus jest większy. P. l. lotor występuje we wszystkich stanach USA i prowincjach Kanady na północ od Karoliny Południowej i Tennessee. Przyległy obszar występowania P. l. hirtus obejmuje wszystkie stany USA i prowincje Kanady na północ od Luizjany, Teksasu i Nowego Meksyku.

## Opis gatunku

### Cechy fizyczne

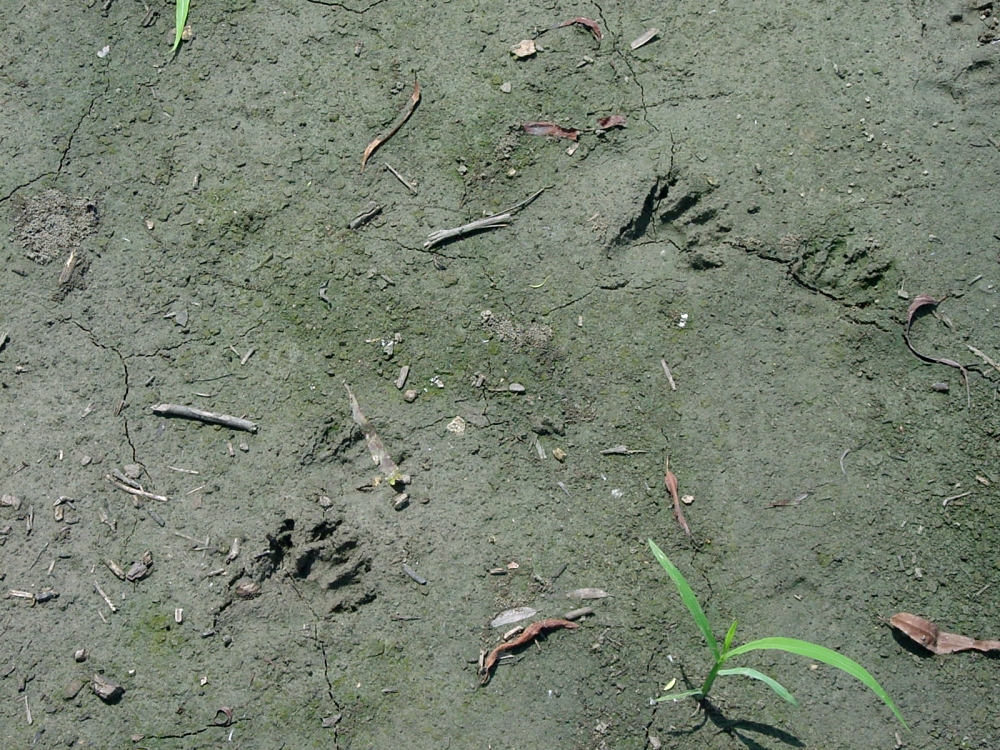
Trop szopa

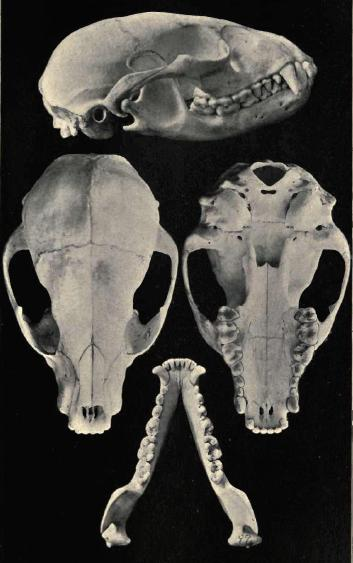
Czaszka z uzębieniem: 2/2 trzonowce, 4/4 przedtrzonowce, 1/1 kły, 3/3 siekacze

Od głowy do zadu ciało szopa pracza ma długość od 40 do 70 cm, nie licząc puszystego ogona o długości od 20 do 40 cm (zazwyczaj nie dłuższego niż 25 cm). Wysokość w kłębie wynosi od 23 do 30 cm. Masa ciała dorosłego szopa może się różnić w zależności od warunków życia i waha się między 2 a 14 kg (średnio  między 3,5–9kg). Najmniejszych rozmiarów osobniki można napotkać na południu półwyspu Floryda, zaś szopy żyjące bliżej północnej granicy występowania gatunku są zwyczajowo największe, zgodnie z regułą Bergmana. Należy jednak pamiętać, że ze względu na okresowe gromadzenie zapasów tłuszczu masa ciała szopów mierzona na początku zimy może być dwukrotnie większa niż na wiosnę. Masa ciała samców jest zazwyczaj większa o 15–20% niż samic. Poszczególne szopy pracze bardzo różnią się między sobą rozmiarami; pod tym względem jest to jeden z najbardziej zróżnicowanych wewnętrznie gatunków. Największym znanym dzikim szopem był osobnik o długości ciała (mierzonej od głowy do końca ogona) 140 cm, przy masie ciała 28,4 kg. Była to rekordowa wielkość wśród zwierząt z rodziny szopowatych.
Najbardziej charakterystyczną cechą szopa pracza jest obszar czarnej sierści wokół oczu, silnie kontrastujący z resztą pyska.  Przypomina on kształtem maskę bandyty, co podkreśla w ludzkich oczach psotne usposobienie tego zwierzęcia. Brzegi lekko zaokrąglonych uszu obwiedzione są linią białej sierści. Pierścienie na ogonie przypominają umaszczenie lemura katta. Uważa się, że dzięki tym wyraźnym czarno-białym wzorom, szopy łatwiej odczytują język ciała swoich pobratymców. Możliwe, że czarna maska ma też za zadanie zmniejszać odblask światła wokół oczu. Reszta ciała pokryta jest nieprzepuszczającymi wilgoci długimi i sztywnymi włosami okrywowymi, w kolorze szarym lub rzadziej brązowym. Szopy o ciemniejszym zabarwieniu sierści są częściej spotykane w Niemczech, ponieważ osobniki o takiej właśnie barwie były tam introdukowane. Gęsty podszerstek, stanowiący 90% okrywy włosowej, chroni przed zimnem i składa się z włosów długości 2–3 cm.

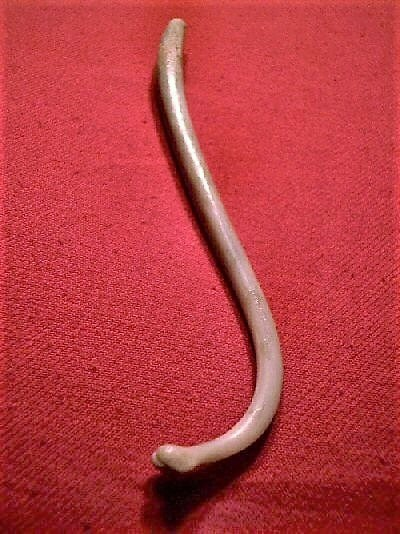
Kość prącia szopa pracza.

Szop pracz porusza się, dotykając podłoża całą powierzchnią stopy. Potrafi stawać na tylnych łapach, aby dokładnie zbadać przedmiot trzymany w przednich. Ponieważ szopy mają krótkie kończyny w stosunku do krępego torsu, zazwyczaj nie potrafią szybko biegać ani wykonywać długich skoków. Najwyższa prędkość, jaką szop może rozwinąć na krótkim dystansie, to 16–24 km/h. Szopy pływają ze średnią prędkością 5 km/h i mogą pozostawać w wodzie przez wiele godzin. Możliwość obrócenia tylnej stopy o 180° jest przydatna przy schodzeniu z drzewa głową w dół, co jest niezwykłą umiejętnością wśród ssaków tego rozmiaru. Szopy mają dwie możliwości zwiększenia odbioru ciepła poprzez parowanie – w celu oddania ciepła mogą zarówno pocić się, jak i ziajać.
Czaszka szopa ma krótką i szeroką część twarzową oraz pojemną mózgoczaszkę. Czaszka dorosłego samca mierzy 94,3–125,8 mm długości i 60,2–89,1 mm szerokości, czaszka samicy zaś 89,4–115,9 mm długości i 58,3–81,2 mm szerokości. Długość czaszki od szczytu do podbródka jest większa niż od szczytu do podstawy, a kość nosowa jest krótka i dość szeroka. Struktura kostna otaczająca ucho środkowe jest wyjątkowo duża, a grzebień strzałkowy słabo rozwinięty. Uzębienie – 40 zębów o wzorze {\displaystyle {\tfrac {3142}{3142}}} – jest przystosowane do diety wszystkożercy: łamacze nie są tak ostre i spiczaste jak u drapieżników, a trzonowce są węższe niż u roślinożerców. Kość prącia samców ma długość około 10 cm i jest wyraźnie zagięta w przedniej części. Badając jej wygląd, można określić stopień dojrzałości płciowej osobnika. Wyróżnia się trzynaście różnych sygnałów dźwiękowych wykorzystywanych przez szopy, z czego siedem służy do komunikacji między matką a młodymi. Jednym z nich jest podobny do ćwierkania dźwięk wydawany przez noworodki.

### Zmysły

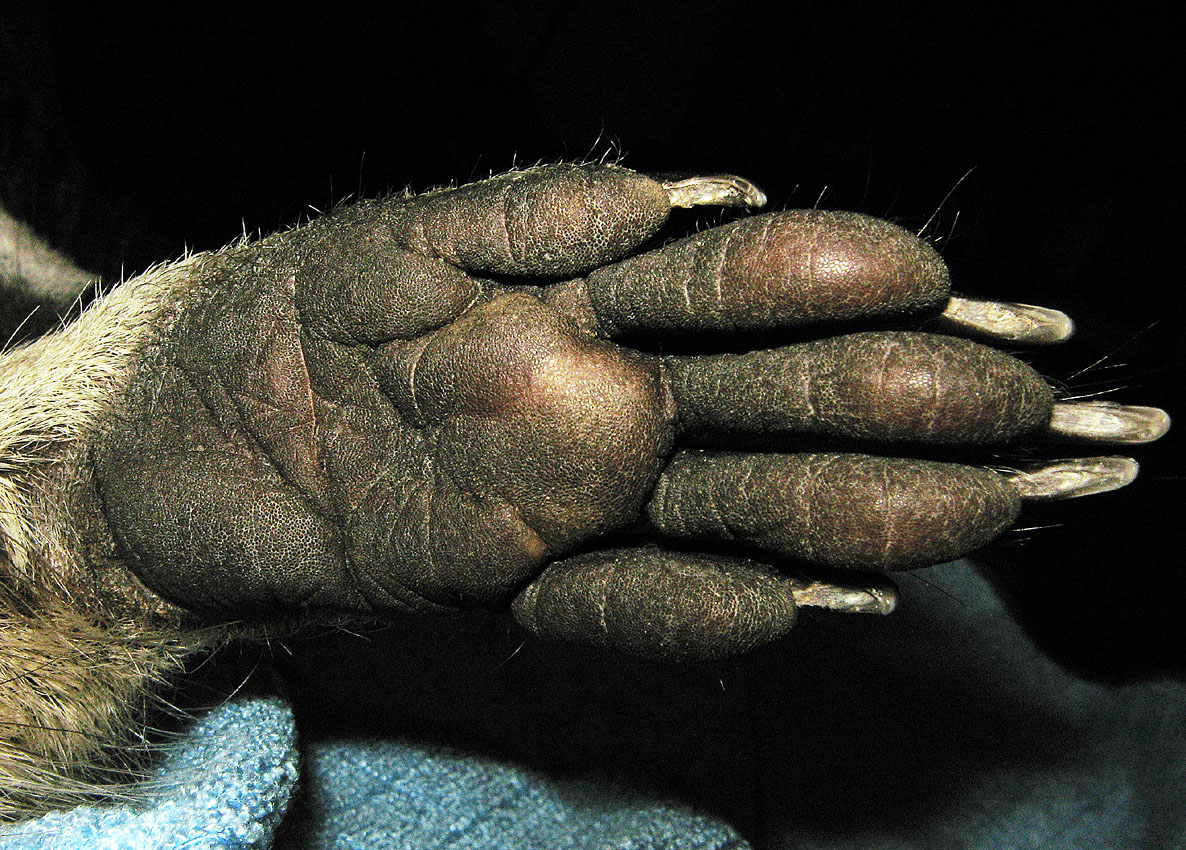
Spodnia strona przedniej łapy z widocznymi wibrysami na końcach palców

Najważniejszym zmysłem szopa jest dotyk. Jego bardzo wrażliwe przednie łapy są chronione cienką warstwą zrogowaciałego naskórka, która staje się elastyczna pod wpływem wilgoci. Palce nie są połączone błoną, co jest dość niezwykłe, ponieważ błona obecna jest u większości drapieżnych ssaków. Niemal dwie trzecie obszaru odpowiedzialnego za postrzeganie zmysłowe w korze mózgowej szopa jest wyspecjalizowane w interpretacji impulsów dotykowych, co stanowi więcej niż w przypadku jakiegokolwiek innego badanego zwierzęcia. Dzięki umiejscowionym ponad ostrymi pazurami włosom czuciowym szop jest w stanie zidentyfikować przedmiot, zanim dotknie go łapą. Ponieważ nie są wyposażone w przeciwstawne kciuki, łapom szopa brak zręczności charakterystycznej dla naczelnych. U szopów stojących przez kilka godzin w wodzie o temperaturze poniżej 10 °C nie zaobserwowano upośledzenia postrzegania dotykowego.
Uważa się, że szopy nie są zdolne do postrzegania barw, a z pewnością niezbyt dobrze je rozróżniają, mimo że ich oczy są dobrze przystosowane do wykrywania światła o zielonym odcieniu. Percepcja wzrokowa ma dla tych zwierząt stosunkowo niewielkie znaczenie, mimo że akomodacja ich oczu wynosząca 11 dioptrii porównywalna jest z ludzką i pomimo poprawiającej widzenie w słabym świetle błony odblaskowej położonej za siatkówką. Szopy słabo widzą odległe obiekty. Węch szopa, poza przyczynianiem się do lepszej orientacji w ciemności, ważny jest dla komunikacji wewnątrzgatunkowej. Szopy znaczą teren przy pomocy wydzieliny gruczołów zapachowych (zazwyczaj gruczołów odbytowych), moczu i kału. Przy swym szerokim zakresie słyszalności szopy postrzegają dźwięki o częstotliwości między 50 Hz a 85 kHz, a także dźwięki bardzo ciche, na przykład odgłosy poruszającej się pod ziemią dżdżownicy.

### Inteligencja
Przeprowadzono zaledwie kilka eksperymentów dotyczących zdolności umysłowych szopów praczy. Większość badań bazowała na zmyśle dotyku. Podczas doświadczenia przeprowadzonego przez etologa H. B. Davisa w roku 1908 szopy zdołały otworzyć 11 z 13 skomplikowanych zamknięć w mniej niż 10 próbach i bez problemu powtarzały właściwą czynność, nawet jeśli zamknięcia były zamienione miejscami lub obrócone do góry nogami. Davis uznał, że zwierzęta zrozumiały abstrakcyjną zasadę działania mechanizmów, a ich szybkość uczenia się była porównywalna ze zdolnościami rezusów. Przedmiotem badań przeprowadzonych w latach 1963, 1973, 1975 oraz 1992 była pamięć szopów. Okazało się, że zwierzęta te przechowują w pamięci rozwiązania zadań nie dłużej niż przez trzy lata. Doświadczenie przeprowadzone przez B. Pohla w roku 1992 wykazało, że szopy bez wahania odróżniały, kiedy dwa symbole były identyczne, a kiedy różne, i po krótkiej fazie nauki pamiętały rozwiązania przez trzy lata. Stanislas Dehaene w swojej książce "The Number Sense" (Zmysł matematyczny) twierdzi, że szopy potrafią odróżnić pudełka zawierające dwa lub cztery winogrona od pudełek zawierających trzy.

## Zachowanie

### Zachowania społeczne

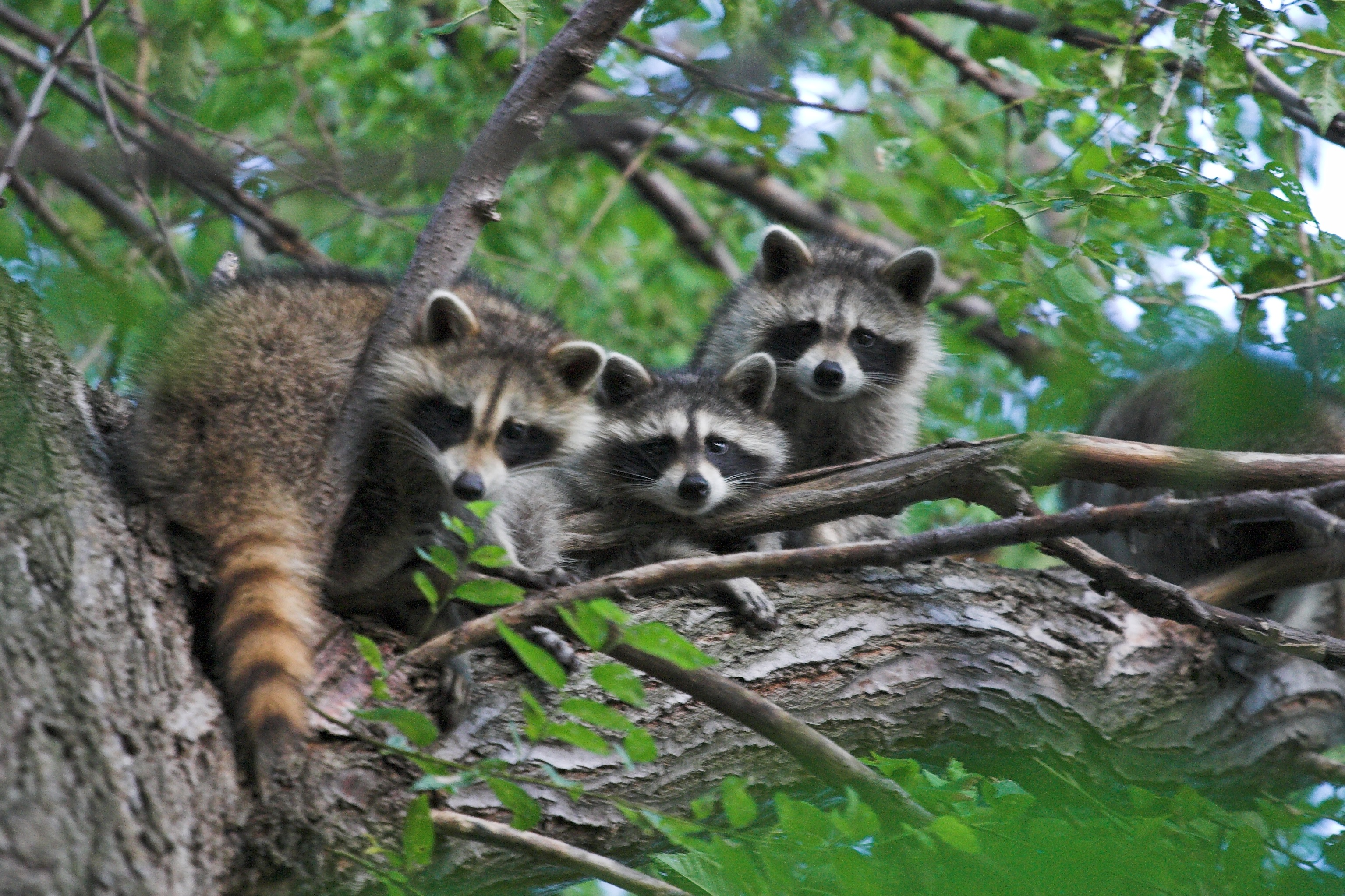
Szopy pracze na drzewie. Struktura społeczna szopów składa się z trzech „klas społecznych”, jak nazywa je Ulf Hohmann, niemiecki etolog

Badania przeprowadzone w latach 90. XX wieku przez etologów Stanleya D. Gehrta i Ulfa Hohmanna wykazały, że szopy przeciwnych płci różnią się pod względem zachowań społecznych oraz że zwierzęta te nie są typowymi samotnikami, jak wcześniej sądzono. Spokrewnione ze sobą samice często żyją w tzw. rozczepialno–zlewających się społecznościach, co oznacza, że przebywają na tym samym terytorium i od czasu do czasu spotykają się w miejscach odpoczynku i żerowania. Niespokrewnione samce często tworzą luźne grupy, by wspólnie bronić się przed intruzami, przeważnie obcymi samcami podczas okresu godowego. Zazwyczaj grupa taka składa się z nie więcej niż czterech osobników. Ponieważ niektóre samce zachowują się agresywnie wobec niespokrewnionych młodych, matki izolują się od grupy, dopóki młode nie urosną na tyle, by móc się bronić. Ze względu na to, że szopy przejawiają powyższe trzy różne sposoby życia, Hohmann określił ich strukturę społeczną mianem „trójklasowego społeczeństwa”. Samuel I. Zeveloff, profesor zoologii na Weber State University, autor książki Raccoons: A Natural History (Szopy pracze. Historia naturalna), nie posuwa się aż tak daleko w interpretacji i uznaje, że przynajmniej samice przebywają przez większość czasu w samotności, a zgodnie z badaniem przeprowadzonym przez Erika K. Fritzella w Dakocie Północnej w roku 1978 dotyczy to również samców na terenach o niewielkim zagęszczeniu osobników.
Kształt i rozmiar areału osobniczego szopa pracza są różne w zależności od wieku, płci i rodzaju terenu. Dorosłe osobniki mają dwukrotnie większe terytorium niż osobniki młodociane. Rozmiar terytoriów na nieprzyjaznych preriach Dakoty Północnej waha się od 7 do 50 km² w przypadku samców i od 2 do 16 km² dla samic, za to na terenach bagnistych nad jeziorem Erie średnia wielkość terytorium samicy wynosi 0,49 km². Niezależnie od tego, czy terytoria różnych grup szopów pokrywają się, nie są one zazwyczaj aktywnie bronione (z wyjątkiem okresu godowego), o ile zasoby pożywienia są wystarczające. Uważa się, że sygnały zapachowe pozostawiane w wyraźnych miejscach służą do oznaczenia granic terytoriów i identyfikacji poszczególnych osobników. Mocz i kał pozostawione w jednym miejscu przez różne osobniki prawdopodobnie służą zaznaczaniu żerowisk, ponieważ można zaobserwować, że szopy spotykają się w takich miejscach, aby wspólnie żerować, spać i bawić się.
W sprawie wyznaczania ogólnych wzorców zachowań szopów Gehrt zwraca uwagę, że „zazwyczaj 10 do 15% szopów zachowuje się w sposób przeciwny do oczekiwań”.

### Pożywienie
Chociaż zazwyczaj prowadzą nocny tryb życia, szopy bywają aktywne w dzień, jeśli właśnie wtedy dostępne są źródła pożywienia. Pokarm szopów to 40%  bezkręgowców, 33% rośliny i 27% kręgowce. Ze względu na taką różnorodność pokarmów Zeveloff twierdzi, że „być może są to najbardziej wszystkożerne zwierzęta na świecie”. Wiosną i wczesnym latem żywią się głównie owadami, robakami i innymi zwierzętami występującymi obficie w tej porze roku, ale preferują owoce (np. żołędzie) i nasiona, m.in. orzecha włoskiego, które pojawiają się późnym latem i jesienią i stanowią bogate źródło kalorii ważnych dla budowy podściółki tłuszczowej na zimę. Duże i ruchliwe stworzenia, takie jak ptaki i ssaki, rzadko padają ofiarami szopów, które wolą zdobycz łatwiejszą do schwytania, zwłaszcza ryby i płazy. Ptasie gniazda zawierające jaja lub pisklęta są często plądrowane przez szopy, a małe ptaki nie są w stanie powstrzymać napastnika. Jeśli pożywienia jest pod dostatkiem, szopy mogą wykształcić silne indywidualne preferencje wobec konkretnych rodzajów pokarmu. Szopy żyjące bliżej północnej granicy występowania gatunku zapadają w letarg zimowy, co oznacza, że znacznie zmniejszają swoją aktywność na czas, kiedy głęboka pokrywa śniegowa uniemożliwia poszukiwanie pokarmu.

### Płukanie pokarmu

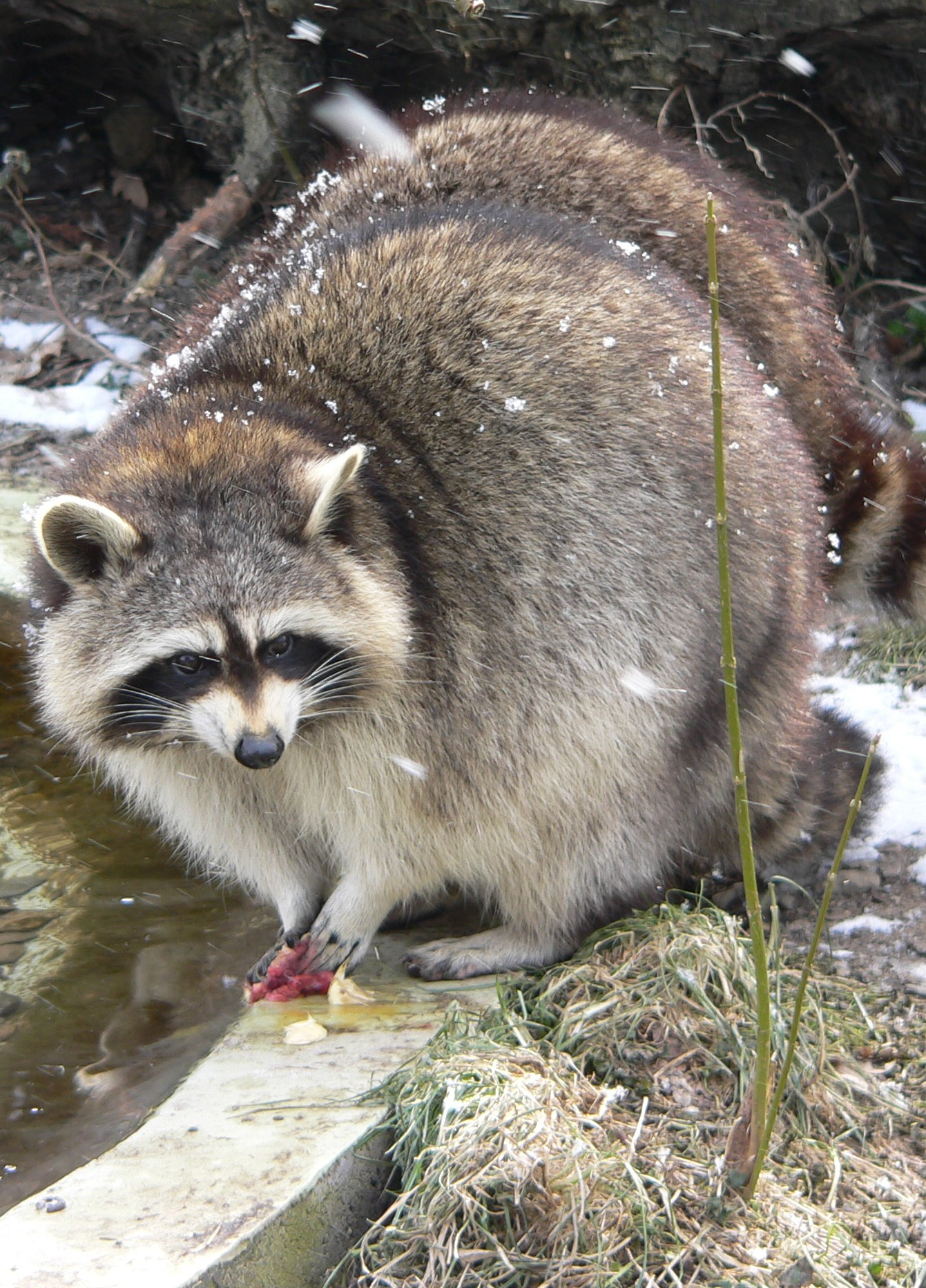
Szopy trzymane w niewoli często płuczą pokarm w wodzie przed zjedzeniem

Szopy pracze za pomocą przednich łap badają pokarm i inne przedmioty, aby je dokładnie obejrzeć i usunąć niechciane fragmenty. Wrażliwość łap jest zwiększona, jeśli ta czynność odbywa się pod wodą, ponieważ wilgoć zmiękcza zrogowaciały naskórek. Stąd też pochodzi polska nazwa gatunkowa. Jednakże powszechne wśród szopów trzymanych w niewoli zachowanie, polegające na zanoszeniu pożywienia do basenu z wodą, by je „umyć” lub zamoczyć przed zjedzeniem, nie jest obserwowane u zwierząt żyjących na wolności. W XVIII wieku badacz historii naturalnej Georges-Louis Leclerc, hrabia de Buffon sądził, że szopy nie wytwarzają dostatecznej ilości śliny, by zwilżyć pożywienie, dlatego zanurzają je w wodzie, lecz jest to całkowicie niezgodne z prawdą. Szopy trzymane w niewoli zanurzają pożywienie częściej, jeśli basen z wodą przypominający wyglądem strumień znajduje się nie dalej niż w odległości 3 metrów. Powszechnie akceptowana teoria głosi, że płukanie pożywienia jest tzw. aktywnością jałową (ang. vacuum activity), imitującą poszukiwanie pokarmu nad brzegiem zbiorników wodnych. Teoria ta znajduje potwierdzenie w obserwacji, że właśnie te typy pokarmu, które występują w okolicy wody, są najczęściej zanurzane. Oczyszczanie pożywienia nie wydaje się odgrywać roli w tej przypominającej pranie czynności. Eksperci podają w wątpliwość zaobserwowane przypadki takiego zachowania wśród dzikich szopów.

### Rozmnażanie
U szopów praczy zazwyczaj sygnałem do rozpoczęcia aktywności seksualnej jest zwiększenie natężenia światła słonecznego, mające miejsce pomiędzy końcem stycznia a środkiem marca. Występują jednak duże różnice regionalne, które nie zawsze dają się wyjaśnić poprzez związek ze słońcem. Na przykład szopy żyjące w południowych stanach USA zwykle rozpoczynają okres godowy później niż przeciętnie, a okres godowy szopów z Manitoby w Kanadzie wchodzi w fazę szczytową w marcu i rozciąga się aż po czerwiec. Podczas okresu godowego samce przemierzają swoje terytoria w poszukiwaniu samic, aby połączyć się w pary podczas trzy- lub czterodniowego okresu, kiedy możliwe jest zapłodnienie. Kopulacja często odbywa się we wspólnych miejscach spotkań. Spółkowanie wraz z grą wstępną może trwać ponad godzinę i jest powtarzane przez kilka nocy. Słabsi członkowie grupy samców również otrzymują szansę kopulacji, ponieważ silniejsze samce nie są w stanie pokryć wszystkich dostępnych samic. Podczas badania przeprowadzonego w południowym Teksasie podczas okresów godowych w latach 1990–1992 około jedna trzecia samic spółkowała z więcej niż jednym samcem. Jeśli samica nie zostanie zapłodniona lub wcześnie straci młode, może niekiedy ponownie stać się płodna w ciągu od 80 do 140 dni.

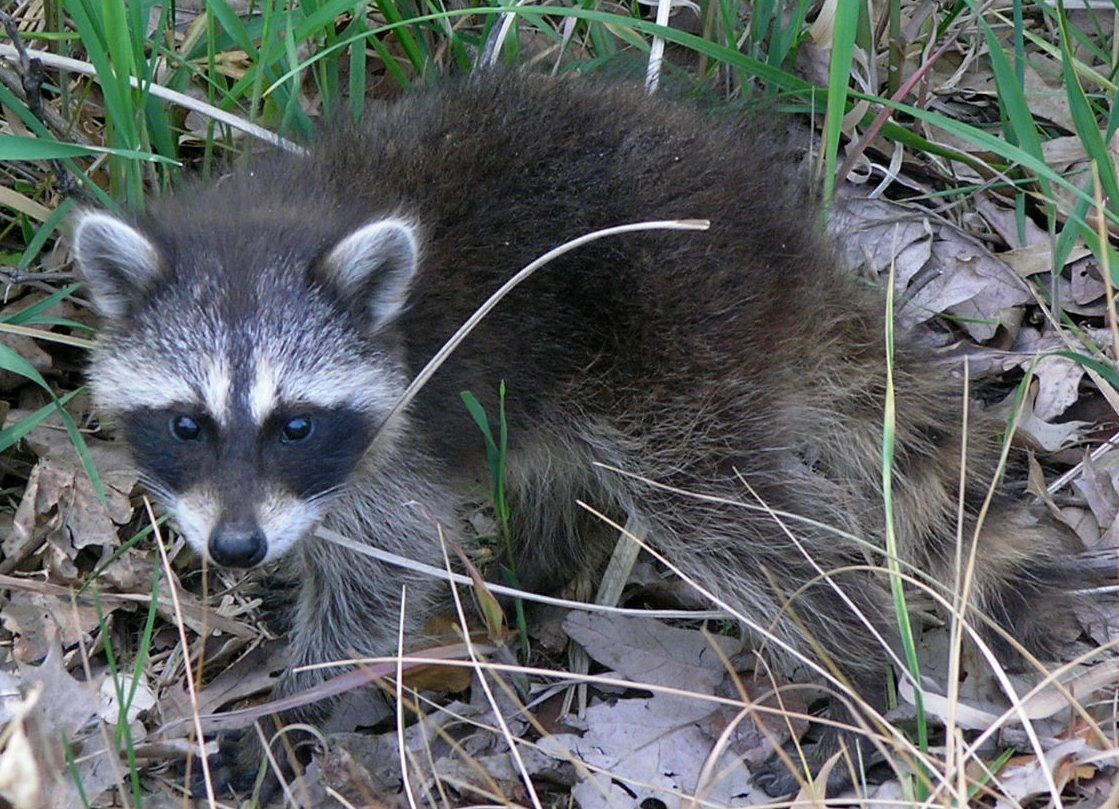
Młody szop

Po ciąży trwającej zwykle od 63 do 65 dni (choć możliwa jest ciąża długości od 54 do 70 dni) samica rodzi miot składający się z dwóch do pięciu młodych. Średnia liczebność miotu różni się w zależności od środowiska życia, od 2,5 w Alabamie do 4,8 w Dakocie Północnej. Większe mioty zdarzają się częściej w populacjach, w których występuje zwiększona umieralność, spowodowana na przykład polowaniami lub ostrymi zimami. Samce osiągają dojrzałość płciową w wieku jednego roku i dzieje się to najczęściej dopiero po zakończeniu okresu godowego tego roku. Roczne samice natomiast dojrzewają wcześniej i mogą odpowiadać za około 50% wszystkich urodzeń w danym roku, co może kompensować wysoką śmiertelność w danej populacji. Samce nie zajmują się opieką nad młodymi. Młode szopy rodzą się ślepe i głuche, ale mają już widoczny wzór maski na jasnej sierści. Masa urodzeniowa około 19-centymetrowej długości noworodków wynosi od 60 do 75 g. Przewody słuchowe otwierają się po 18 do 23 dniach, na kilka dni przed pierwszym otwarciem powiek. Kiedy młode osiągają masę około 1 kg, zaczynają badać otoczenie gniazda i spożywać pokarm stały; dzieje się to po 6 do 9 tygodniach od urodzenia. Po osiągnięciu tego etapu rozwoju matka karmi młode mlekiem coraz rzadziej; szopy są już zwykle w pełni odstawione od sutka w wieku 16 tygodni. Jesienią, gdy matka pokaże już młodym kryjówki i żerowiska, miot się rozprasza. Wiele samic pozostaje niedaleko terytorium swoich matek, ale samce przenoszą się nawet 20 km dalej. Uważa się, że takie zachowanie instynktowe ma na celu zapobieżenie chowowi wsobnemu. W chłodnym klimacie matka i młode mogą dzielić kryjówkę podczas pierwszej zimy.

### Długość życia
Wiele szopów trzymanych w niewoli żyje dłużej niż 20 lat, jednak średnia długość życia na wolności to 1,8 do 3,1 lat, w zależności od warunków lokalnych, takich jak ruch samochodowy, polowania i warunki atmosferyczne. Zwykle tylko połowa wszystkich młodych urodzonych danego roku dożywa następnego lata. Po osiągnięciu tej granicy umieralność spada do 10–30%. Młode szopy są narażone na osierocenie przez matkę i śmierć głodową, zwłaszcza podczas długiej i mroźnej zimy. Najczęstszą naturalną przyczyną śmierci wśród szopów w Ameryce Północnej jest nosówka, która może przybierać rozmiary epidemii i powodować śmierć większości populacji szopów w danym regionie. Na obszarach, gdzie występuje duży ruch samochodowy i mają miejsce częste polowania, te dwa czynniki mogą przyczyniać się do 90% przypadków śmierci wśród dorosłych szopów praczy.
Najważniejszymi naturalnymi wrogami szopów są ryś rudy, kojot i puchacz wirginijski, przy czym ten ostatni jest niebezpieczny głównie dla młodych szopów. W rejonie Zatoki Chesapeake szopy są jedną z głównych ofiar bielika amerykańskiego Na terenie byłego Związku Radzieckiego ich głównymi wrogami są wilki, rysie eurazjatyckie i ptaki z rodziny puszczykowatych. Jednak drapieżniki nie są znaczącą przyczyną śmierci szopów, głównie dlatego, że wielcy mięsożercy występujący na terenach zamieszkałych przez szopy wymarli podczas holocenu.

## Występowanie

### Siedlisko

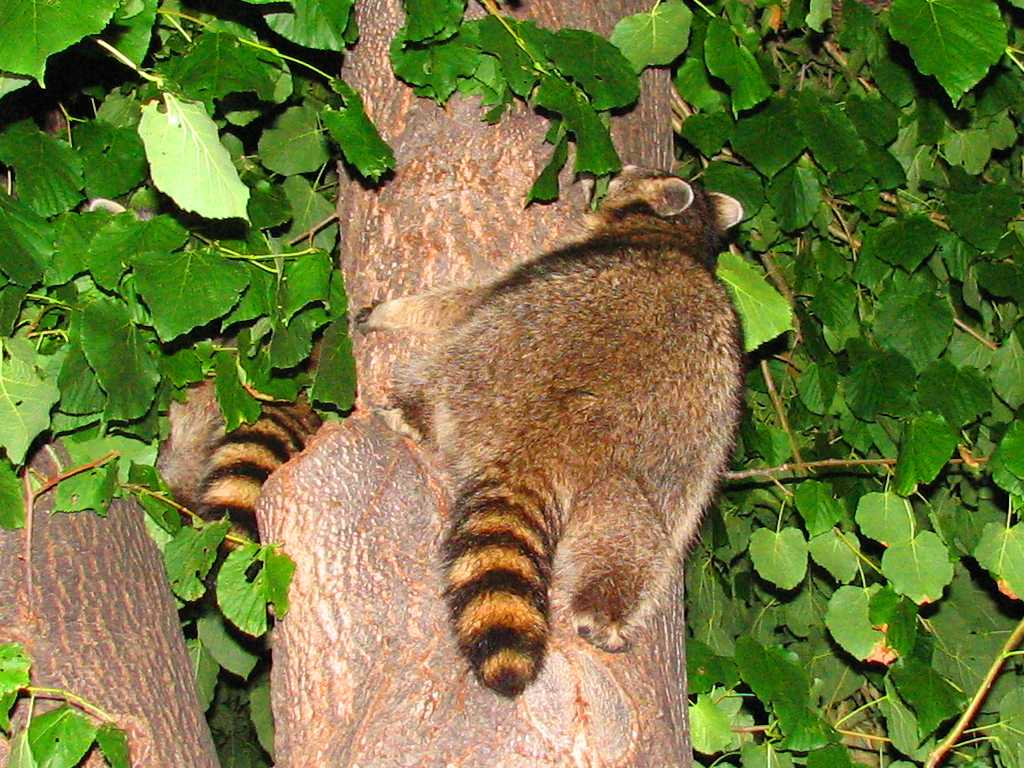
Poszukiwanie schronienia na drzewie w Ottawie, w prowincji Ontario

Mimo że w ostatnich dziesięcioleciach szopy nauczyły się radzić sobie na słabo zalesionych terenach, nadal polegają na pionowych strukturach, na które wdrapują się, gdy czują się zagrożone. Unikają otwartych przestrzeni i terenów porośniętych lasem bukowym, ponieważ kora tych drzew jest zbyt gładka, aby się po niej wdrapać. Dziuple w starych dębach lub innych drzewach oraz jaskinie skalne są najczęściej wybierane przez szopy na schronienia służące do snu, zimowego letargu i wychowywania młodych. Jeśli tego typu kryjówki są niedostępne lub dostęp do nich jest utrudniony, szopy chronią się w norach wykopanych przez inne ssaki, na gałęziach drzew lub w przepustach odprowadzających wodę na terenach miejskich. Badanie przeprowadzone na wzgórzach regionu Solling w Dolnej Saksonii (Niemcy) wykazało, że ponad 60% legowisk było wykorzystanych tylko raz, ale szopy preferowały legowiska wcześniej używane. W 7 przypadkach na 10 zwierzę wybierało miejsce, w którym przebywało już wcześniej. Ponieważ płazy, skorupiaki i inne zwierzęta spotykane na brzegach jezior i rzek stanowią ważną część pożywienia szopów, nizinne lasy liściaste i mieszane na terenach podmokłych i bagnistych sprzyjają gromadzeniu się tych zwierząt Zagęszczenie populacji szopów przyjmuje wartości od 0,5 do 3,2 osobników na km² na preriach i zazwyczaj nie przekracza 6 osobników na km² w lasach mieszanych na terenach wyżynnych, jednak w nizinnych lasach i na bagnach na jeden km² może przypadać więcej niż 20 osobników.

### Rozmieszczenie w Ameryce Północnej
Szopy są powszechne w całej Ameryce Północnej od Kanady po Panamę, gdzie podgatunek P. l. pumilus koegzystuje z szopem rakojadem (Procyon cancrivorus). Populacja szopów praczy na wyspie Haiti została całkowicie wytrzebiona w XVI wieku przez hiszpańskich kolonistów, którzy polowali na nie dla mięsa. Gatunek ten wytrzebiono również na Kubie i Jamajce, gdzie ostatnie obserwacje pochodziły z 1687 roku. P. l. maynardi został uznany za gatunek zagrożony przez IUCN w roku 1996.

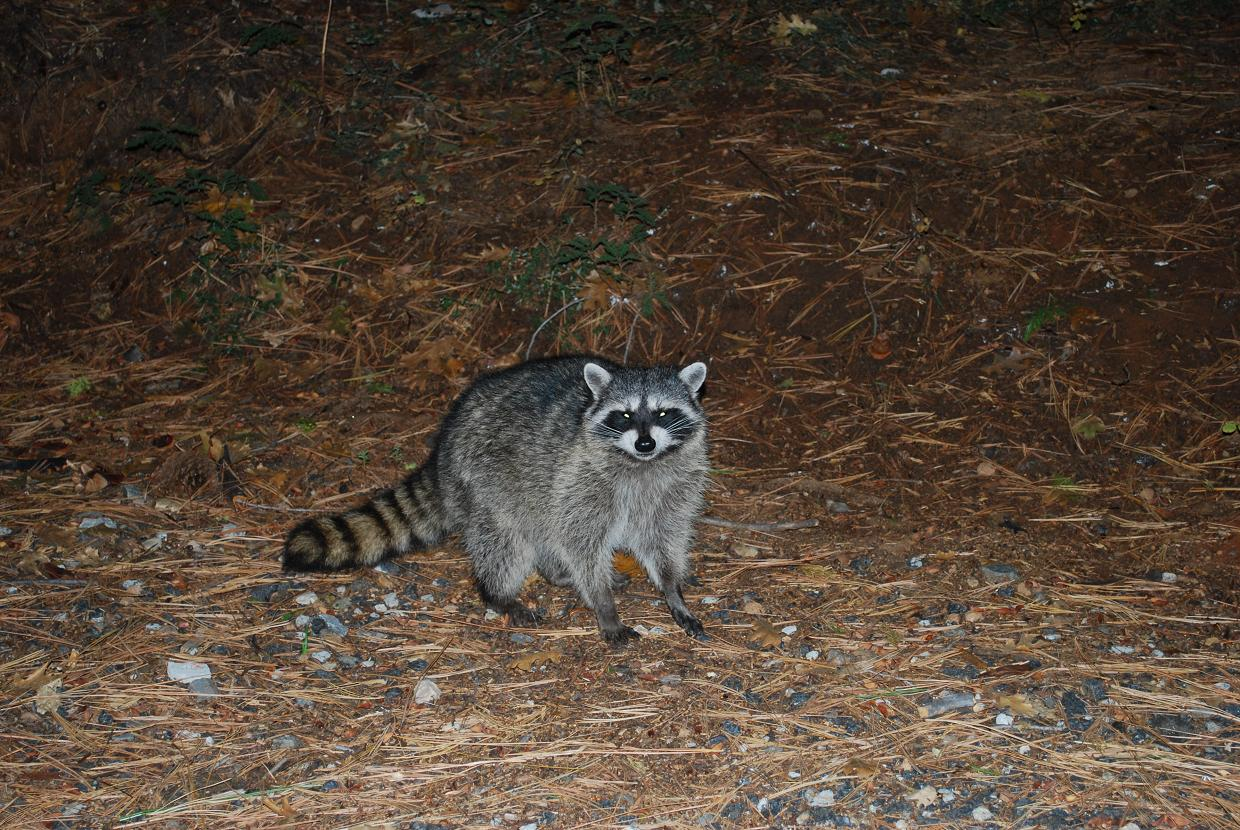
Szop pracz poszukujący nocą pożywienia (Góry Sierra-Nevada, Kalifornia)

Istnieją dowody, że w czasach prekolumbijskich szopy pracze żyły licznie tylko na brzegach rzek i w lasach południowo-wschodniej części Stanów Zjednoczonych. Ponieważ brak wzmianek o szopach we wczesnych relacjach amerykańskich pionierów, być może gatunek ten zaczął się rozprzestrzeniać na szeroką skalę dopiero w drugiej połowie XIX stulecia. Od lat 50. XX wieku zasięg populacji szopów wykroczył poza teren Wyspy Vancouver, będącej niegdyś północną granicą ich występowania, i rozciąga się aż po północne granice czterech południowo-centralnych prowincji Kanady. Do nowych środowisk zasiedlonych przez szopy zaliczyć można, poza terenami zurbanizowanymi, wysokie góry (na przykład wschodnie partie Gór Skalistych), prerie i słone mokradła. Po gwałtownym wzroście liczebności populacji, zapoczątkowanym w latach 40. XX wieku, szacowana liczba osobników zamieszkujących Amerykę Północną w późnych latach 80. była 15–20 razy większa niż w latach 30., kiedy to szopy spotykało się stosunkowo rzadko. Ten ogromny wzrost zasięgu i gęstości populacji przypisuje się takim czynnikom jak urbanizacja, ekspansja rolnictwa, celowe introdukcje i wytrzebienie naturalnych wrogów szopów.

### Rozmieszczenie poza Ameryką Północną

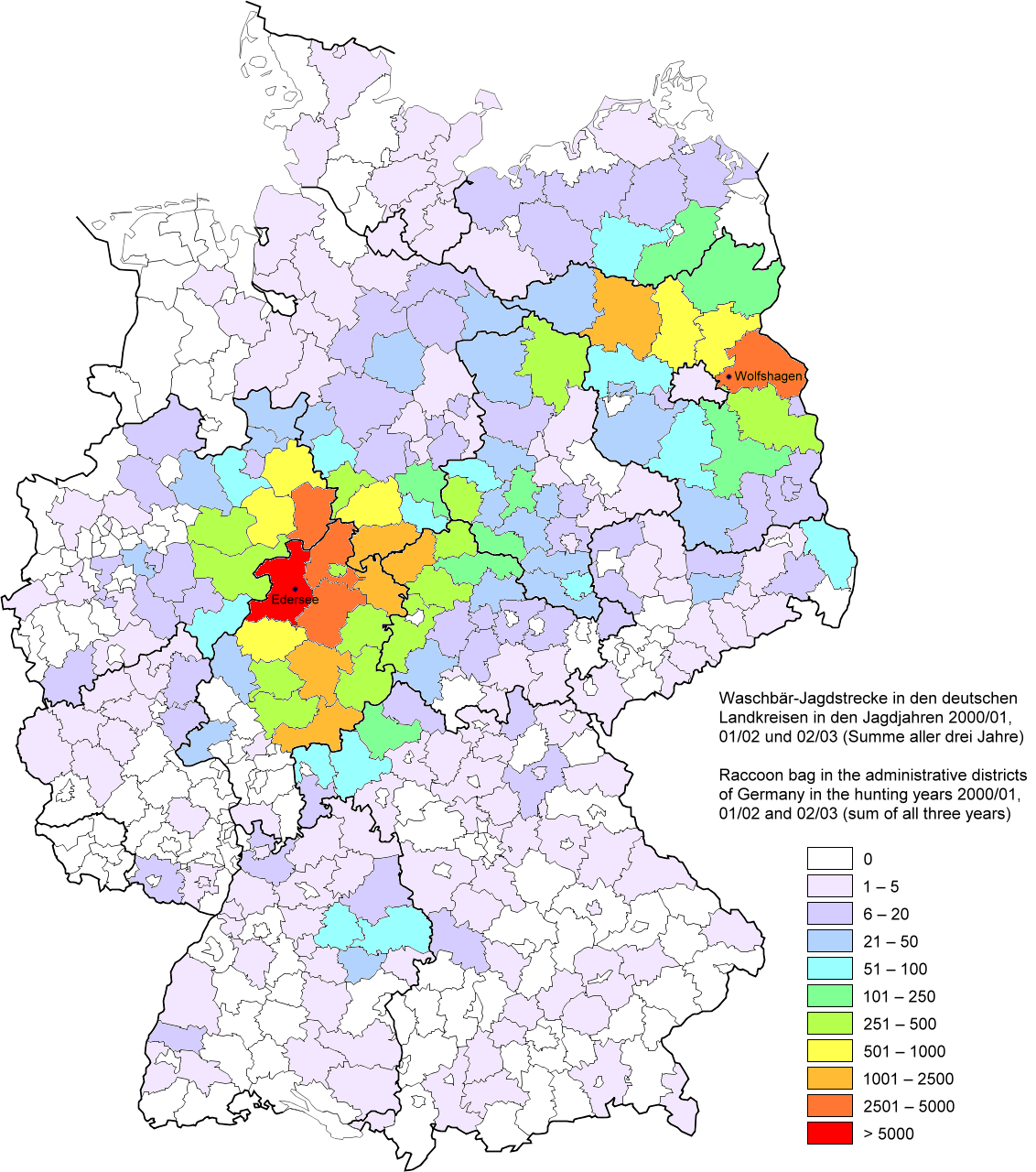
Rozmieszczenie szopów w Niemczech: liczba szopów upolowanych lub znalezionych martwych przez myśliwych w latach 2000/01, 01/02 i 02/03 w różnych okręgach administracyjnych Niemiec

W rezultacie ucieczek i celowych introdukcji przeprowadzonych w XX wieku szopy pracze żyją dziko na terenie niektórych krajów Europy i Azji. Pojedyncze szopy napotyka się we wszystkich krajach graniczących z Niemcami, gdzie żyje największa populacja tych zwierząt poza Ameryką Północną. Inna stabilna populacja istnieje w północnej części Francji, gdzie kilka domowych szopów zostało wypuszczonych na wolność przez członków Sił Powietrznych Stanów Zjednoczonych w pobliżu Bazy Lotniczej Laon-Couvron w roku 1966. Około 1240 tych zwierząt wypuszczono w dziewięciu regionach byłego ZSRR w latach 1936–1958 z myślą o przyszłych polowaniach na szopy dla futra. Dwie z tych introdukcji powiodły się: jedna w południowej części Białorusi w latach 1954 i 1958, druga na terenie Azerbejdżanu w latach 1941–1957. W roku 1974 szacowano wielkość populacji szopów w regionie Kaukazu na około 20 000 osobników, a jej zagęszczenie na 4 osobniki na km². Co roku pada tam łupem myśliwych od 1000 do 1500 zwierząt.

#### Rozmieszczenie w Niemczech
12 kwietnia 1934 roku dwie pary oswojonych szopów praczy zostały wypuszczone na terenach wiejskich nad jeziorem Eder w północnej Hesji przez pracownika służby leśnej Wilhelma Freiherra Sittich von Berlepsch, na prośbę ich właściciela Rolfa Haaga, właściciela kurzej fermy. Odbyło się to na dwa tygodnie przed wydaniem przez związek łowiecki Prus pozwolenia na takie „wzbogacenie fauny”, jak ujął to Haag w swojej prośbie. Kilka poprzednich prób introdukcji szopów w Niemczech nie powiodło się. Drugiej populacji szopów w Niemczech dała początek ucieczka 25 zwierząt z fermy futerkowej w Wolfshagen (na wschód od Berlina) podczas ataku powietrznego w roku 1945. Szopy pochodzące z tych dwóch populacji można od siebie odróżnić za sprawą nicienia Baylisascaris procyonis; 70% szopów z Hesji jest zarażonych tym pasożytem, ale nie ma go żadne ze zwierząt z Brandenburgii. W roku 1956 szacowano rozmiar populacji szopów z Hesji na 285 osobników. Szacunki z roku 1970 wskazują na ponad 20 000 osobników w Hesji i od 200 000 do 400 000 zwierząt na terenie całego kraju.
Szop pracz miał dawniej w Niemczech status zwierzęcia chronionego, jednak od roku 1954 znajduje się na liście zwierząt łownych w 14 krajach związkowych Niemiec. Myśliwi i działacze na rzecz ochrony środowiska głoszą przekonanie, że szopy mnożą się w sposób niekontrolowany, zagrażając chronionym gatunkom ptaków i wypierając lokalne zwierzęta drapieżne. Temu poglądowi sprzeciwia się zoolog Frank-Uwe Michler, który nie widzi dowodów negatywnego wpływu dużego zagęszczenia szopów na różnorodność biologiczną środowiska. Hohmann utrzymuje, że intensywny odstrzał nie może być usprawiedliwiany nieobecnością naturalnych wrogów, ponieważ drapieżniki nie należą do głównych przyczyn śmierci szopów w Ameryce Północnej.

#### Rozmieszczenie w Polsce
Szopy pracze pojawiły się w Polsce w latach 50. XX wieku. Do 1959 roku były zaliczane do zwierząt łownych z całorocznym okresem ochronnym. Na podstawie ustawy łowieckiej z 1959 r. gatunek został wykreślony z listy i do 2005 roku nie miał oznaczonego statusu prawnego. W 2005 roku na podstawie Rozporządzenia Ministra Środowiska szop pracz został ponownie włączony na listę zwierząt łownych z okresem ochronnym od 1 kwietnia do 30 czerwca, by gatunek mógł się swobodnie rozmnażać i rozszerzać zasięg występowania. W konsekwencji w 2009 roku zezwolono na odławianie przez cały rok i stosowanie pułapek żywołownych. W kwietniu 2022 roku Rozporządzeniem Ministra Klimatu i Środowiska szop pracz został usunięty z listy zwierząt łownych. Według badań opublikowanych w 2012 roku gatunek występuje licznie na zachodzie Polski (głównie w województwach lubuskim i zachodniopomorskim). Szopy można napotkać na przykład w Parku Narodowym „Ujście Warty” oraz w rezerwacie „Łęgi Słubickie” niedaleko Słubic w województwie lubuskim.

#### Rozmieszczenie w krajach byłego ZSRR
Próby introdukowania szopów praczy na teren ZSRR rozpoczęto w roku 1936 i do roku 1962 powtarzano je 25 razy. W sumie wypuszczono 1222 osobniki, z których 64 pochodziły z ogrodów zoologicznych i ferm futerkowych. 38 pochodziło z Europy Zachodniej. Pozostałe zwierzęta przeniesiono z populacji stworzonej na Zakaukaziu. Zasięg występowania tego gatunku na terenie ZSRR zawsze był wyspowy, ponieważ szopy introdukowano w różnych, odległych od siebie miejscach. Żadna z prób wprowadzenia szopa na dalekim wschodzie Rosji się nie powiodła. Melanistyczne szopy wypuszczone na wyspie Petrow niedaleko Władywostoku i na niektórych terenach południowych Kraju Nadmorskiego, nie przetrwały tam. Na terenie Azji Środkowej szopy wypuszczono w Obwodzie dżalalabadzkim w Kirgistanie, ale w styczniu 1963 roku określono tamtejszą ich populację jako „praktycznie nieistniejącą”. Duża i stabilna populacja (pozwalająca na coroczny odstrzał 1000–1500 osobników) powstała w Azerbejdżanie w wyniku skutecznej introdukcji w roku 1937. Prawdopodobnie przetrwały introdukcję szopy wypuszczone na nizinnych terenach w okolicy rzek Tieriek i Sulak w Dagestanie. Nie udało się wprowadzić szopów w okolicach rzeki Kubań i w Kabardo-Bałkarii. Powiodło się na terenie Białorusi, gdzie w latach 1954 i 1958 przeprowadzono trzy próby introdukcji grup szopów składających się z 52, 37 i 38 osobników. Dane z 1 stycznia 1963 roku szacują rozmiar populacji szopów w tym kraju na 700 osobników.

#### Rozmieszczenie w Japonii
Prawdopodobnie nawet 1500 szopów praczy sprowadzono do Japonii jako zwierzęta domowe w związku z popularnością serialu anime z 1977 roku pod tytułem Szop Hultaj (na motywach powieści Thomasa Sterlinga Northa). W roku 2004 potomkowie porzuconych lub zbiegłych zwierząt żyli dziko na terenie 42 z 47 prefektur. Zasięg występowania szopów w Japonii wzrósł z 17 prefektur w 2000 do wszystkich 47 prefektur w 2008. Na terenie Japonii zdziczałe szopy konkurują o pożywienie z jenotami, psowatymi o podobnym wyglądzie i zwyczajach.

### Miejskie szopy

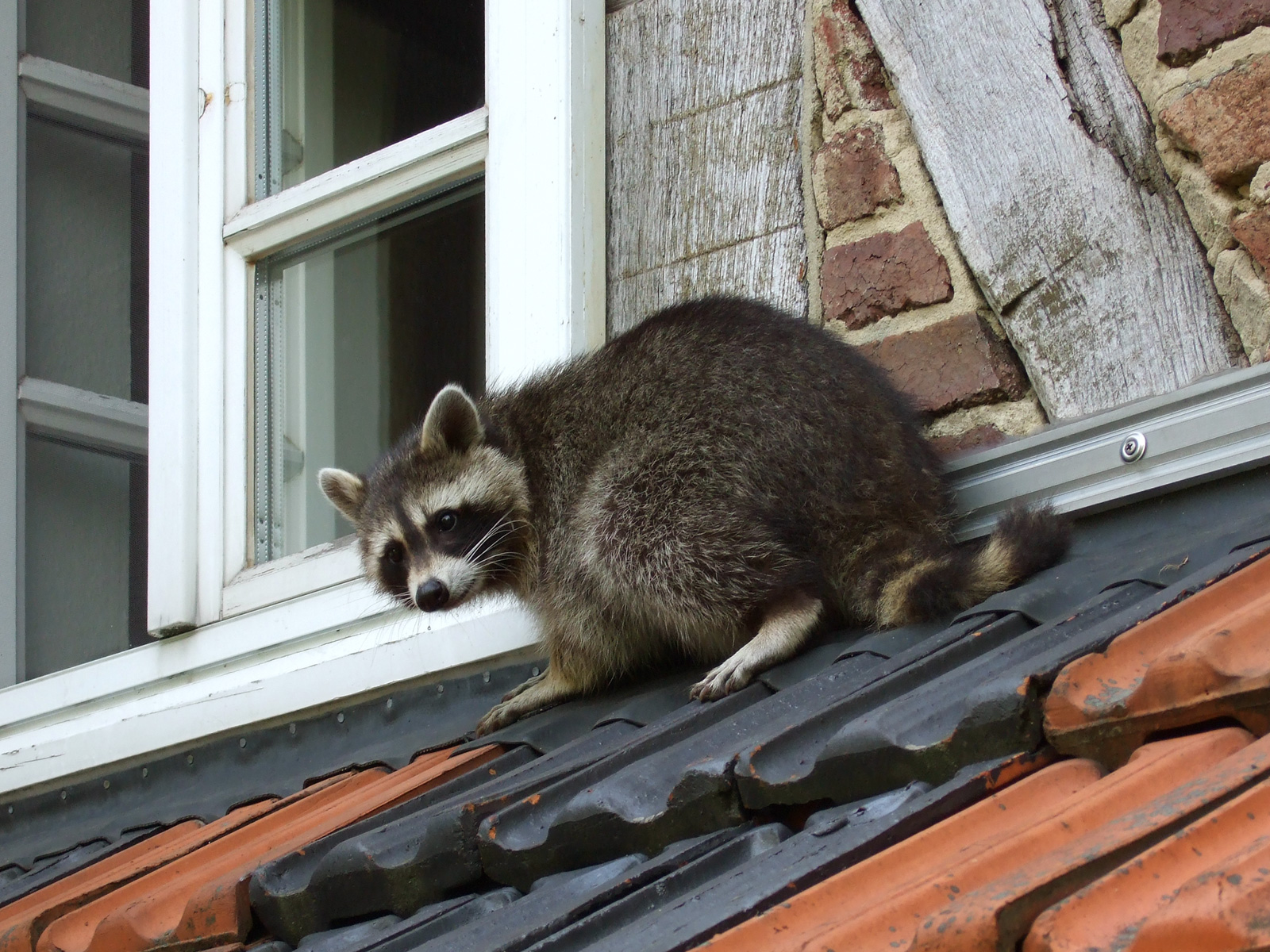
Na dachu domu w Albertshausen, Niemcy

Dzięki dużej zdolności przystosowania szopy mogą zasiedlać tereny zurbanizowane. Pierwsze miejskie szopy zaobserwowano na przedmieściach
Cincinnati w latach 20. XX wieku. Od lat 50. szopy można spotkać w Filadelfii, Waszyngtonie, Nowym Jorku, Chicago, San Francisco, Los Angeles, i Toronto. Od lat 60. XX wieku Kassel jest siedzibą największej w Europie populacji miejskich szopów, która jest też najbardziej zagęszczoną populacją tych zwierząt w Europie – 50 do 150 osobników na km², co jest porównywalne z miejskimi siedliskami tych zwierząt w Ameryce Północnej. Rozmiar rewiru żyjącego w mieście szopa nie przekracza 3–40 ha w przypadku samic i 8–80 ha w przypadku samców. W małych miastach i na przedmieściach szopy mogą sypiać w pobliskim lesie, a żerować na terenie zabudowanym. Owoce i owady z ludzkich ogrodów oraz śmieci stanowią łatwo dostępne pożywienie. Oprócz tego w mieście znajduje się wiele miejsc odpowiednich na kryjówki, takich jak dziuple drzew, składziki, garaże, opuszczone domy i poddasza. Procent szopów spędzających noc w opuszczonych lub zamieszkanych ludzkich domach waha się od 15% w Waszyngtonie (dane z 1991 roku) do 43% w Kassel (2003).

## Pasożyty i choroby

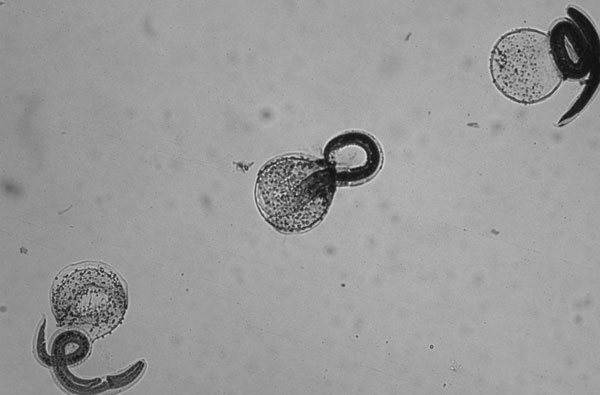
Larwy Baylisascaris procyonis

Szopy pracze mogą być nosicielami wścieklizny, śmiertelnej choroby wywoływanej przez atakujący komórki układu nerwowego wirus, przenoszony w ślinie zazwyczaj przez ugryzienie. Pierwsze przypadki zachorowań wśród szopów zaobserwowano w stanach Floryda i w Georgia w latach 50. XX wieku, a rozprzestrzenianie się wścieklizny przyspieszyła introdukcja zainfekowanych osobników do Wirginii i Dakoty Północnej w latach 70. Spośród wszystkich 6940 udokumentowanych przypadków wścieklizny w Stanach Zjednoczonych w roku 2006 2615 (37,7%) dotyczyło szopów praczy. Departament Rolnictwa USA, oraz władze lokalne niektórych stanów USA i prowincji Kanady, wprowadzili programy szczepień doustnych, aby powstrzymać szerzenie się wścieklizny w zagrożonych populacjach. Zanotowano tylko jeden przypadek śmierci człowieka w wyniku zarażenia się wirusem od szopa pracza. Główne objawy wścieklizny u szopów to ogólny chorowity wygląd, upośledzenie ruchowe, wydawanie nienaturalnych dźwięków i agresywność. Osobnik może jednak nie wykazywać żadnych zewnętrznych oznak, a większość wściekłych szopów nie przejawia agresji charakterystycznej dla zakażonych psowatych; chory szop często zaszywa się w swojej kryjówce. Organizacje takie jak Służba Leśna Stanów Zjednoczonych zalecają, by nie zbliżać się do zwierząt przejawiających niezwykłe zachowanie lub wygląd i powiadomić odpowiednie władze. Ponieważ zdrowe zwierzęta, a zwłaszcza karmiące samice, niekiedy żerują w ciągu dnia, aktywność dzienna nie jest miarodajnym wskaźnikiem choroby.
W przeciwieństwie do wścieklizny i kilku innych patogenów przenoszonych przez szopy pracze nosówka, którą wywołuje wirus epizootyczny, nie przenosi się na ludzi. Ta choroba jest najczęstszą naturalną przyczyną śmierci w północnoamerykańskiej populacji szopów i dotyczy zwierząt z każdej grupy wiekowej. Podczas epidemii tej choroby w Clifton (Ohio) w roku 1968 padło 94 z 145 szopów. W toku choroby może wywiązać się zapalenie mózgu, które wywołuje objawy podobne do wścieklizny. W Niemczech pierwsze przypadki nosówki zanotowano w roku 2007.
Do najważniejszych chorób bakteryjnych atakujących szopy należą: leptospiroza, listerioza, tężec i tularemia. Chociaż obecność pasożytów wewnętrznych z zasady odbija się negatywnie na układzie odpornościowym szopa, dobrze karmione osobniki mogą nie wykazywać żadnych objawów, nawet mając w układzie pokarmowym wielkie ilości nicieni. Larwy nicienia Baylisascaris procyonis, które wydalane są z kałem, mogą przenieść się na człowieka, jeśli sprzątał on latrynę szopa bez maski ochronnej.

## Szopy i ludzie

### Konflikty

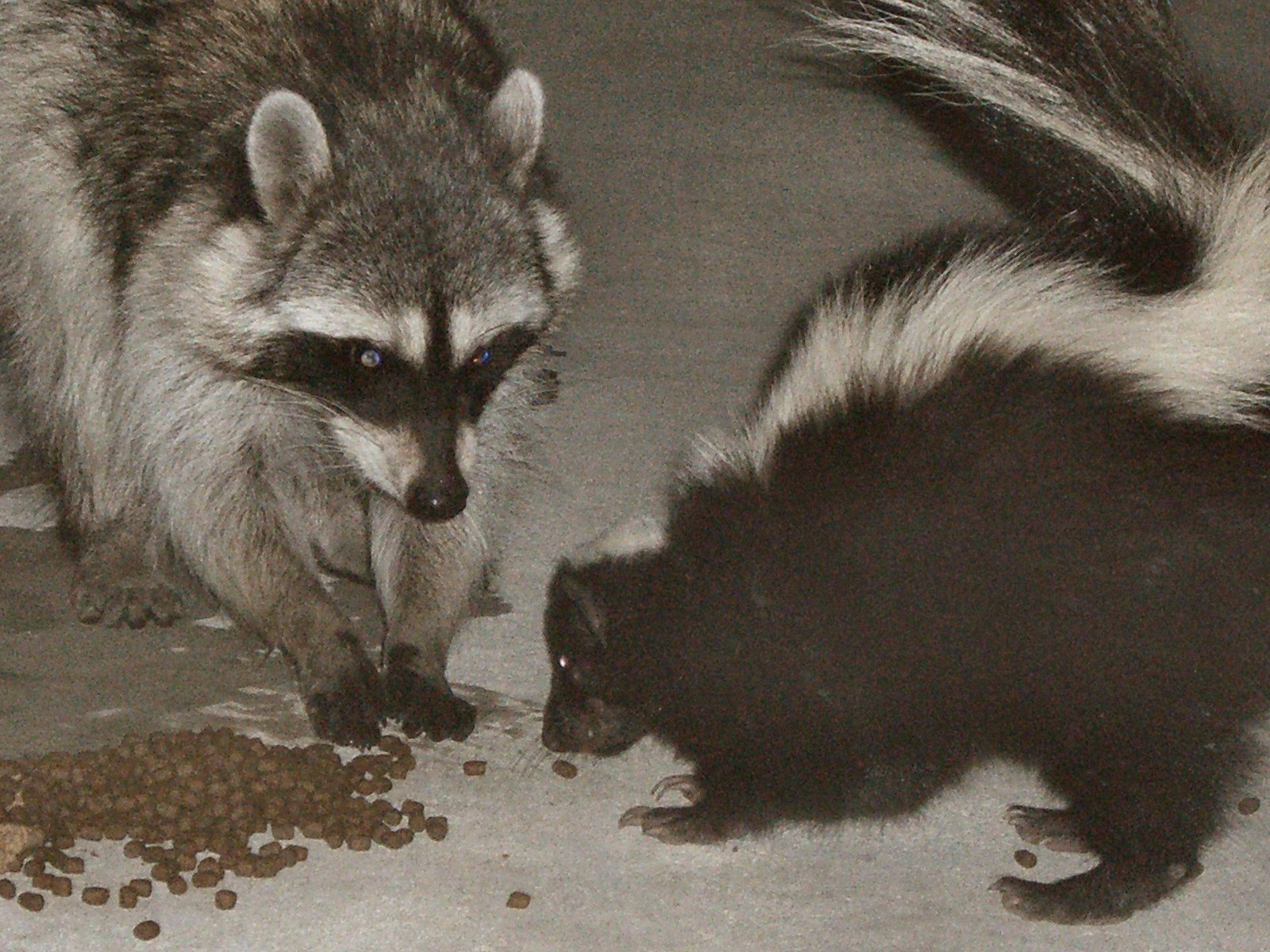
Skunks i szop pracz dzielą się kocią karmą na podwórzu domu w Hollywood w stanie Kalifornia

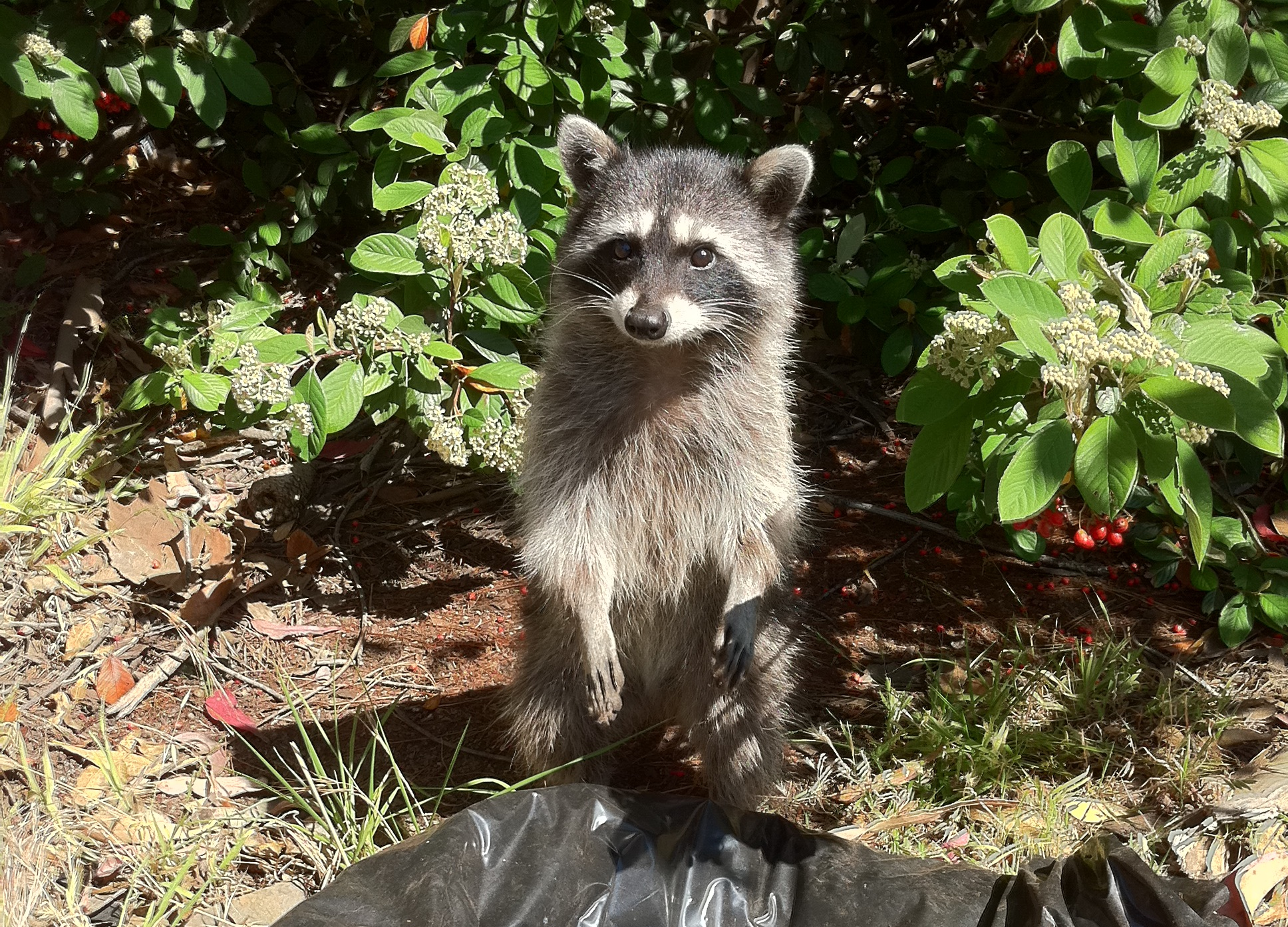
Szop stojący na tylnych łapach oczekuje, by człowiek rzucił mu kąsek – San Francisco, Kalifornia

Powiększająca się populacja szopów praczy na terenach miejskich spotyka się wśród ludzi z różnorodnymi reakcjami, od oburzenia po celowe dokarmianie. Niektórzy eksperci do spraw zwierząt i większość władz przestrzegają, aby nie karmić dzikich zwierząt, ponieważ mogą stać się bardziej natrętne i zależne od ludzi. Inni specjaliści mają odmienne zdanie i w swoich publikacjach zalecają dokarmianie szopów i innych zwierząt. Szopy, które nie boją się ludzi, mogą budzić podejrzenie wścieklizny, jednak naukowcy uspokajają, że takie zachowanie jest raczej strategią przystosowawczą, wynikającą z życia od wielu pokoleń w środowisku, w którym nie da się uniknąć bliskich kontaktów z ludźmi. Atakowanie ludzi przez grupę szopów niezarażonych wścieklizną zdarza się niezwykle rzadko i przeważnie jest sprowokowane przez człowieka. Zanotowano co najmniej jeden przypadek podobnej agresji. Szopy pracze raczej nie atakują domowych psów i kotów, ale znane są pojedyncze przypadki zabicia przez nie takiego zwierzęcia.
Przewrócone pojemniki na śmieci i splądrowane drzewa owocowe są problemem dla ludzi, ale nieporównywalnym z sięgającymi kilku tysięcy dolarów kosztami naprawy zniszczeń dokonanych na poddaszach domów przez ukrywające się tam szopy. Przenoszenie lub zabijanie szopów bez specjalnego pozwolenia jest nielegalne w wielu miastach, ze względu na dobrostan zwierząt. Takie działania sprawdzają się jedynie w przypadku problemów z wyjątkowo dzikimi lub agresywnymi osobnikami, ponieważ miejsca nadające się na kryjówkę są zazwyczaj znane większej liczbie szopów lub szybko zostają ponownie odkryte. Hałas, błyski światła i niemiłe zapachy należą do najskuteczniejszych sposobów na pozbycie się matki z młodymi. Na dłuższą metę skuteczne są jednak tylko środki zapobiegawcze, takie jak ograniczanie dostępu do kryjówek i źródeł pożywienia.
Spośród wszystkich typów owoców i roślin uprawianych przez ludzi szopy najbardziej lubią kukurydzę cukrową w fazie dojrzałości mlecznej. W wyniku trwającego przez dwa lata badania przeprowadzonego przez pracowników Purdue University ustalono, że szopy pracze odpowiadały za 87% wszystkich strat w uprawach kukurydzy. Podobnie jak inne drapieżniki, szopy mogą w poszukiwaniu pożywienia przedostawać się do kurników i zjadać kurczęta, kaczki, jaja lub karmę. Ponieważ potrafią wedrzeć się do namiotów i próbować otworzyć pojemniki z żywnością, zaleca się, aby obozowicze trzymali jedzenie i pastę do zębów poza namiotem.
Ponieważ szopy pracze na obszarach o wysokiej śmiertelności mają większy wskaźnik urodzeń, intensywne polowania często nie rozwiązują problemu przerostu populacji. Dodatkowo starsze samce zajmują większe terytoria niż młodsze, można się więc spodziewać zmniejszenia gęstości populacji po pewnym czasie. Koszty zakrojonych na szeroką skalę środków mających służyć pozbyciu się szopów z pewnego obszaru są zwykle wyższe niż koszty naprawy dokonanych przez nie zniszczeń.

### Mitologia, sztuka i kultura

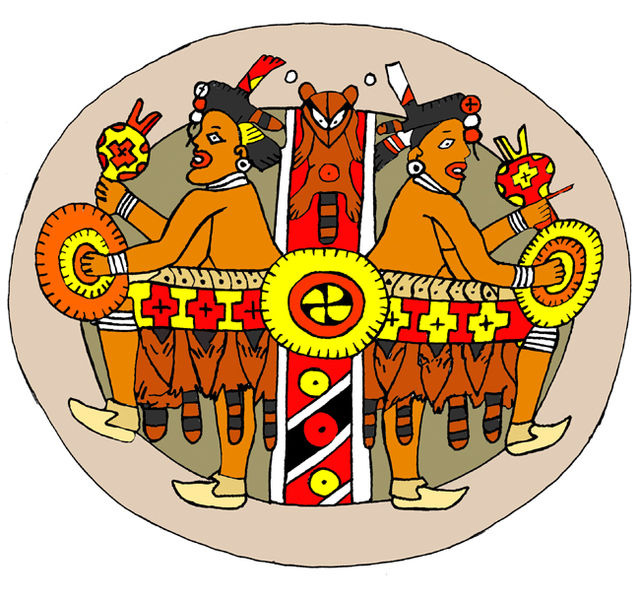
Raccoon Priests Gorget – medalion odkryty na terenie wykopalisk w okolicy Spiro, w stanie Oklahoma

W mitologii Indian amerykańskich szop pracz jest bohaterem wielu baśni. Opowieści takie jak „W jaki sposób szopy łapią tak wiele raków”, pochodzące ze szczepu Tuskarora, skupiają się na umiejętnościach pozyskiwania przez szopy pokarmu. W innych baśniach szop odgrywa rolę spryciarza, który przechytrza inne zwierzęta, takie jak kojoty i wilki. Między innymi Dakotowie wierzyli, że szopy mają naturalne moce duchowe, ponieważ ich maska przypomina malunki na twarzach – nakładane palcami pasy czerni i bieli – stosowane podczas rytuałów, aby połączyć się z duchami. Aztekowie przypisywali nadnaturalne moce zwłaszcza samicom, których poświęcenie wobec młodych było kojarzone z rolą starszych kobiet w społeczności.
Szop pojawia się powszechnie również w sztuce indiańskiej. Petroglify z wizerunkami tropów szopa odnaleziono w Lewis Canyon w Teksasie, w hrabstwie Grayson w stanie Kentucky oraz w dorzeczach rzek w pobliżu San Francisco w Kalifornii i Tularosy w stanie Nowy Meksyk. Wykonana z dużą dbałością o szczegóły figurka szopa z kwarcu zwana Ohio Mound Builders' Stone Pipe została odkryta niedaleko rzeki Scioto. Nieznane jest przeznaczenie medalionu ze stylizowanym wizerunkiem szopa pracza (nazwanego Raccoon Priests Gorget), pochodzącego ze stanowiska archeologicznego mieszczącego się niedaleko Spiro w Oklahomie.
W kulturze Zachodu istnieje kilka autobiograficznych powieści na temat oswajania szopa pracza, z których większość zalicza się do literatury dziecięcej. Najlepiej znaną (i wydaną w polskim tłumaczeniu) jest Rascal (Hultaj) autorstwa Sterlinga Northa, w której narrator opowiada, jak opiekował się młodym szopem podczas I wojny światowej. W ostatnich latach antropomorficzne szopy pojawiły się w głównych rolach w serialu animowanym Szopy pracze, animowanym komputerowo filmie Skok przez płot i serii gier Sly Cooper. Rocket z komiksu Marvela „Guardians of the Galaxy” jest poddanym modyfikacjom genetycznym szopem o niezwykłych zdolnościach strzeleckich. W filmie Strażnicy Galaktyki zagrał go Bradley Cooper.

### Futrzarstwo i polowania

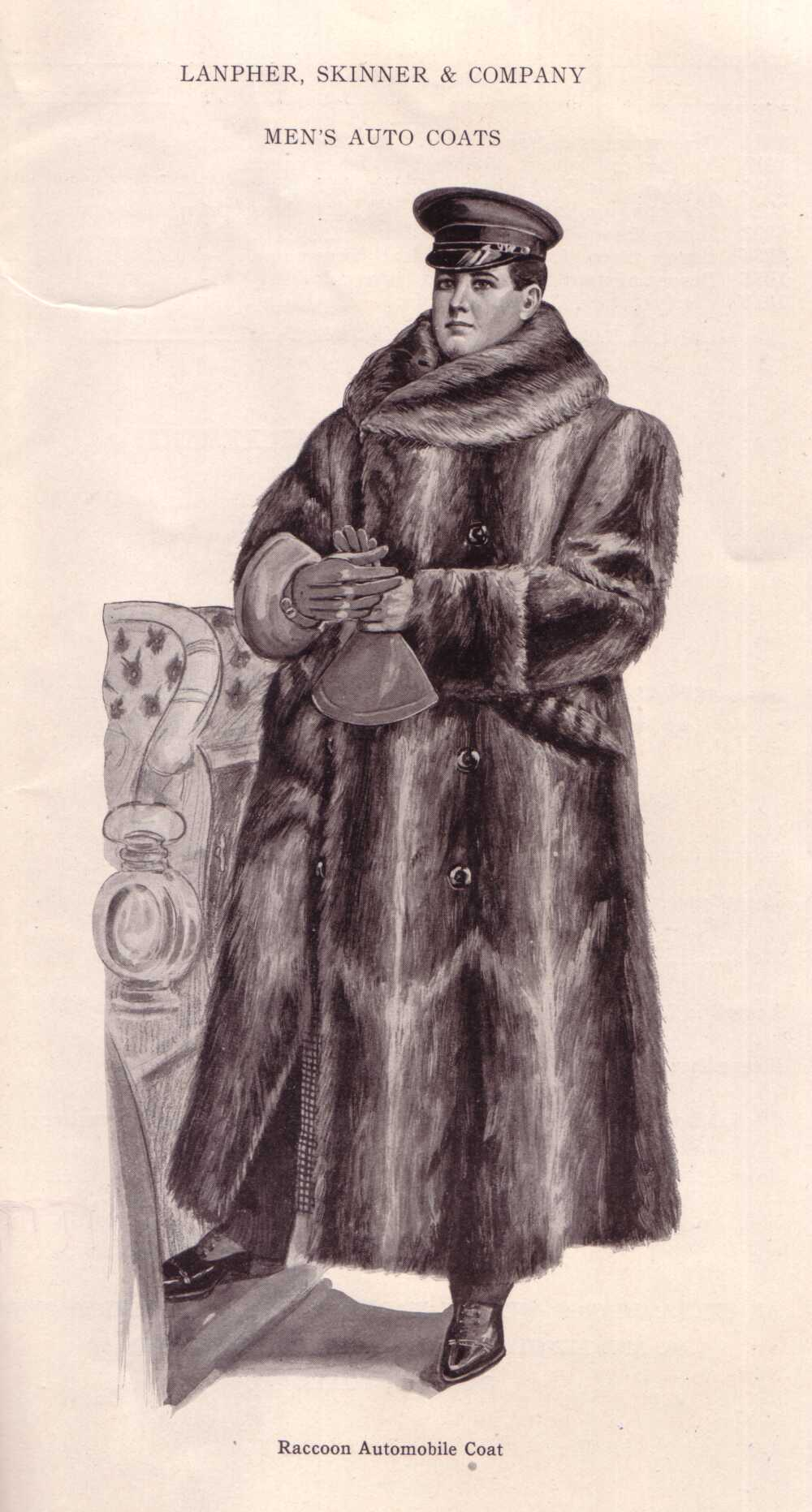
Płaszcz samochodowy z futra szopów (1906)

Skóra szopów wykorzystywana jest jako materiał odzieżowy, zwłaszcza do wyrobu futrzanych płaszczy i czapek. Współcześnie jest to materiał używany do wyrobu charakterystycznych nakryć głowy o nieadekwatnej nazwie sealskin (ang. focza skóra) brytyjskich Królewskich Fizylierów. W przeszłości Indianie z różnych szczepów wykorzystywali futra szopów nie tylko jako zimową odzież, ale też nosili ogony tych zwierząt w charakterze ozdoby. Od końca XVIII wieku w Stanach Zjednoczonych hoduje się różne typy psów gończych, zwanych coonhounds, wyszkolonych do zapędzania zwierzyny, w szczególności szopów, na drzewo. W wieku XIX, kiedy skóry szopów służyły niekiedy za środek płatniczy, wiele tysięcy tych zwierząt zabijano w Stanach Zjednoczonych każdego roku. Liczba ta szybko wzrastała wraz z popularnością płaszczy samochodowych (ang. automobile coat) na początku XX stulecia. W latach 20. tego wieku noszenie futra z szopów było uważane za oznakę statusu w kręgu studentów. Próby tworzenia hodowli szopów na wzór ferm zwierząt futerkowych, podejmowane w latach 20. i 30. XX wieku w Ameryce Północnej i Europie, okazały się nieopłacalne i całkowicie zaprzestano tej działalności po gwałtownym spadku cen długowłosych skór w latach 40.. Mimo że szopy stały się rzadkie w latach 30. XX wieku, zabito ich co najmniej 388 tysięcy podczas sezonu polowań 1934/35.

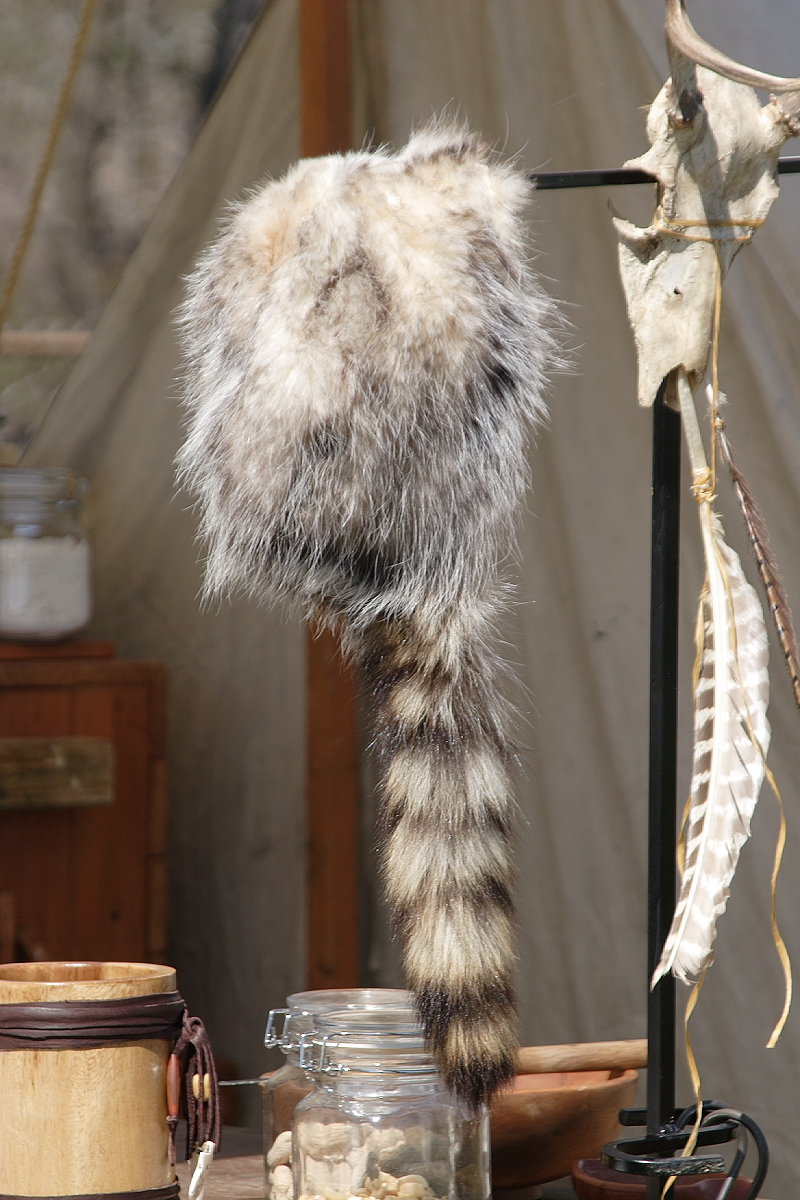
Czapka z szopa

W latach 40. XX wieku populacja amerykańskich szopów rosła, a wraz z nią liczba upolowanych zwierząt – od około miliona w roku 1946/47, do dwóch milionów w roku 1962/63. Kampania senatorska Estesa Kefauvera z roku 1948, podczas której nosił on czapkę z szopa ze względów promocyjnych, a także wyświetlenie trzech odcinków serialu o pionierze Davym Crocketcie oraz filmu "Davy Crockett, King of the Wild Frontier" w latach 1954 i 1955 spowodowało w Stanach Zjednoczonych wzrost popytu na charakterystyczne, ozdobione ogonem czapki z szopa. Paradoksalnie mało prawdopodobne jest, by Crockett lub odgrywający jego rolę aktor Fess Parker nosili czapki z futra szopa. Coroczne polowania osiągnęły najwyższy wynik w historii – 5,2 miliona zwierząt – w sezonie 1976/77 i wahały się między 3,2 a 4,7 miliona przez większość lat 80. XX wieku. W roku 1982 średnia cena za skórkę wynosiła 20 dolarów. Począwszy od 1987 r. szop stał się najważniejszym dzikim zwierzęciem futerkowym w Ameryce Północnej pod względem przychodów jakie generuje obrót handlowy skórami tych zwierząt. W pierwszej połowie lat 90. sezonowy odstrzał spadł z 1,9 do 0,9 mln. Przyczynami były zmniejszenie się popytu i związany z nim spadek cen skór.

### Jako pożywienie
Szopy są zazwyczaj obiektem polowań ze względu na skóry, ale stanowią również źródło mięsa dla Indian i Amerykanów, a szop z grilla jest tradycyjną potrawą amerykańskich farmerów, podawaną często z okazji uroczystości. Mięso szopa było jadane przez amerykańskich niewolników w święto Bożego Narodzenia, ale nie była to jedynie potrawa ludzi biednych czy farmerów. Wydawane w San Francisco czasopismo "The Golden Era" w numerze z 21 grudnia 1856 roku poleciło między innymi szopa wśród dań odpowiednich na świąteczny stół. Oswojony szop o imieniu Rebecca należący do prezydenta Calvina Coolidge’a był początkowo przeznaczony na uroczysty posiłek wydawany w Białym Domu z okazji Święta Dziękczynienia. Pierwsze wydanie The "Joy of Cooking" (jednej z najpopularniejszych książek kucharskich w Ameryce) z roku 1931 zawiera przepis na danie z szopa.
Ponieważ szopy pracze zazwyczaj uważane są za miłe, ładne stworzenia, albo przeciwnie, za szkodniki, myśl o jedzeniu ich mięsa jest nieprzyjemna dla przeciętnego człowieka. Mimo to w Stanach Zjednoczonych każdego roku zjada się kilka tysięcy tych zwierząt. Delafield Coon Feed – doroczna impreza gastronomiczno-towarzyska, podczas której serwowane są dania z szopa – cieszy się powodzeniem od roku 1928, można jednak uznać, że tradycja przygotowywania takich dań dotyczy głównie obszarów leżących w południowej części Stanów Zjednoczonych, takich jak Arkansas, gdzie Gillett Coon Supper uważa się za imprezę istotną dla lokalnej polityki.

### Jako zwierzęta domowe

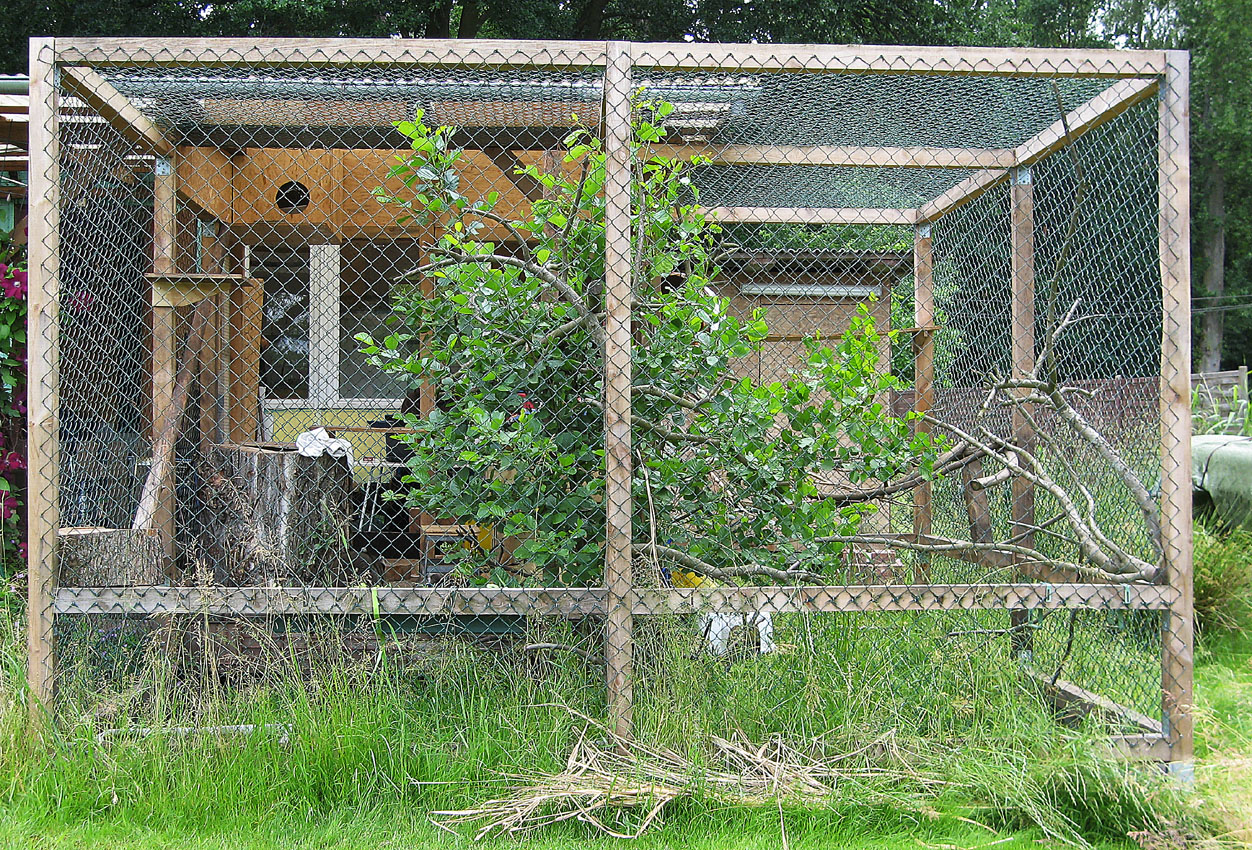
Klatka z urządzeniami do wspinania, kryjówkami i basenem (u dołu po lewej)

Podobnie jak w przypadku większości niekonwencjonalnych zwierząt domowych, opieka nad szopem wymaga wiele czasu i cierpliwości. Szopy mogą zachowywać się nieprzewidywalnie lub agresywnie i dość trudno jest nauczyć je reagowania na polecenia. Nawet w miejscach, gdzie trzymanie szopów w domu nie jest zabronione, takich jak Wisconsin czy niektóre inne stany USA, może być wymagane specjalne pozwolenie.
Dojrzałe płciowo szopy często przejawiają naturalnie agresywne zachowania podczas okresu godowego, takie jak gryzienie; środkiem zaradczym jest kastracja zwierzęcia w wieku pięciu lub sześciu miesięcy. Szopy mogą cierpieć z powodu otyłości i innych chorób będących skutkiem złego odżywiania i braku ruchu; u szopów karmionych przez długi czas karmą dla kotów może rozwinąć się dna moczanowa. W zgodzie z najnowszymi badaniami dotyczącymi zachowań społecznych tych zwierząt prawo Austrii i Niemiec nakazuje trzymać razem co najmniej dwa osobniki, by zwierzę nie czuło się samotne. Szopy trzymane są zazwyczaj w dużych klatkach (umieszczonych w domu lub na zewnątrz), co również jest wymogiem w Austrii i Niemczech, zamiast w mieszkaniu, gdzie ich naturalna ciekawość może wyrządzić szkody.
Osierocone młode mogą być wychowane przez ludzi i reintrodukowane do naturalnego środowiska. Nie da się jednak przewidzieć, jak dobrze zaadaptują się do życia na wolności. Karmienie młodych mlekiem krowim zamiast mieszanką mleczną dla kociąt lub podobnym produktem jest niebezpieczne dla ich zdrowia.